# Сборная Украины по футболу
Сборная Украины по футболу (укр. Збірна України з футболу) — национальная сборная команда, представляющая Украину на международных соревнованиях по футболу. Управляющая организация — Украинская ассоциация футбола. Наивысшими достижениями сборной является выход в четвертьфинал на чемпионате мира 2006 и на чемпионате Европы 2020.
По состоянию на 3 апреля 2025 года сборная в рейтинге ФИФА занимает 25-е место.

## Украинская ССР
Футбол является одним из самых популярных видов спорта на территории Украины. В 1928 году на первой Всесоюзной Спартакиаде (участие также принимали зарубежные команды) сборная Украинской ССР заняла 2 место. В 1930-х годах УССР провела два товарищеских матча против сборной Турции — 12 августа 1933 в Харькове (3:2) и 20 августа 1934 в Киеве (4:3), а кроме них — ещё несколько игр против футбольных клубов. Начиная с 1950-х украинская команда участвовала в Спартакиаде народов СССР (золото 1986, бронза 1956 и 1979, четвёртое место 1983). Некоторые участники тех соревнований от Украины позже выступали за сборную СССР и сборную УССР. Впрочем, эта сборная никогда не была членом ФИФА и не могла проводить встречи с членами ФИФА: турецкая сборная выступала под названием «Сборная народных домов Турции».
Украинская сборная сформировалась после распада СССР. До этого украинцы выступали в составе сборной Советского Союза и сборной УССР. На турнире кубок Независимости 1972 в Бразилии под флагом сборной СССР играла ворошиловградская «Заря», усиленная Анатолием Бышовцем, Кахи Асатиани и Евгением Ловчевым и возглавляемая тренером Германом Зониным, и одержала одну победу при двух поражениях. В периоды 1975—1976, 1983 и 1986—1990 годов, когда главным тренером сборной СССР и киевского «Динамо» был Валерий Лобановский, число игроков киевского «Динамо» в составе сборной доходило до 90 %. На чемпионате Европы 1988 сборная СССР заняла второе место, проиграв в финале Нидерландам (0:2). В финальном матче в стартовом составе сборной СССР на поле вышли семь украинских футболистов (Анатолий Демьяненко, Геннадий Литовченко, Александр Заваров, Алексей Михайличенко, Василий Рац, Олег Протасов, Игорь Беланов). Позже на замену вышли ещё двое (Сергей Балтача, Виктор Пасулько).
Игроки киевского «Динамо» Олег Блохин (1975) и Игорь Беланов (1986) получали «Золотой мяч» как лучшие футболисты Европы.

## Независимая Украина

### Первые матчи 1991−1994
Федерация футбола Украины основана 13 декабря 1991. Первым его председателем был избран Виктор Банников. В следующем, 1992 году, 3 июля, на 48-м Конгрессе ФИФА Федерация футбола Украины стала членом УЕФА и ФИФА. Именно тогда началась подготовка к первому матчу сборной. Сначала главным тренером команды планировалось назначить Валерия Лобановского, который в то время был тренером сборной ОАЭ, но его действующий контракт с арабами помешал этому. Таким образом, первого наставника национальной команды пришлось выбирать из числа членов тренерского совета, в который вошли: Анатолий Пузач, представлявший киевское «Динамо», Евгений Кучеревский из днепропетровского «Днепра», Евгений Лемешко из запорожского «Торпедо», Ефим Школьников из «Буковины» (Черновцы) и Виктор Прокопенко из одесского «Черноморца». Чуть позже к ним присоединился Валерий Яремченко из «Шахтёра» (Донецк). Но затем круг претендентов сузился до трёх: Пузач, Яремченко и Прокопенко. Последний и стал первым главным тренером сборной Украины.

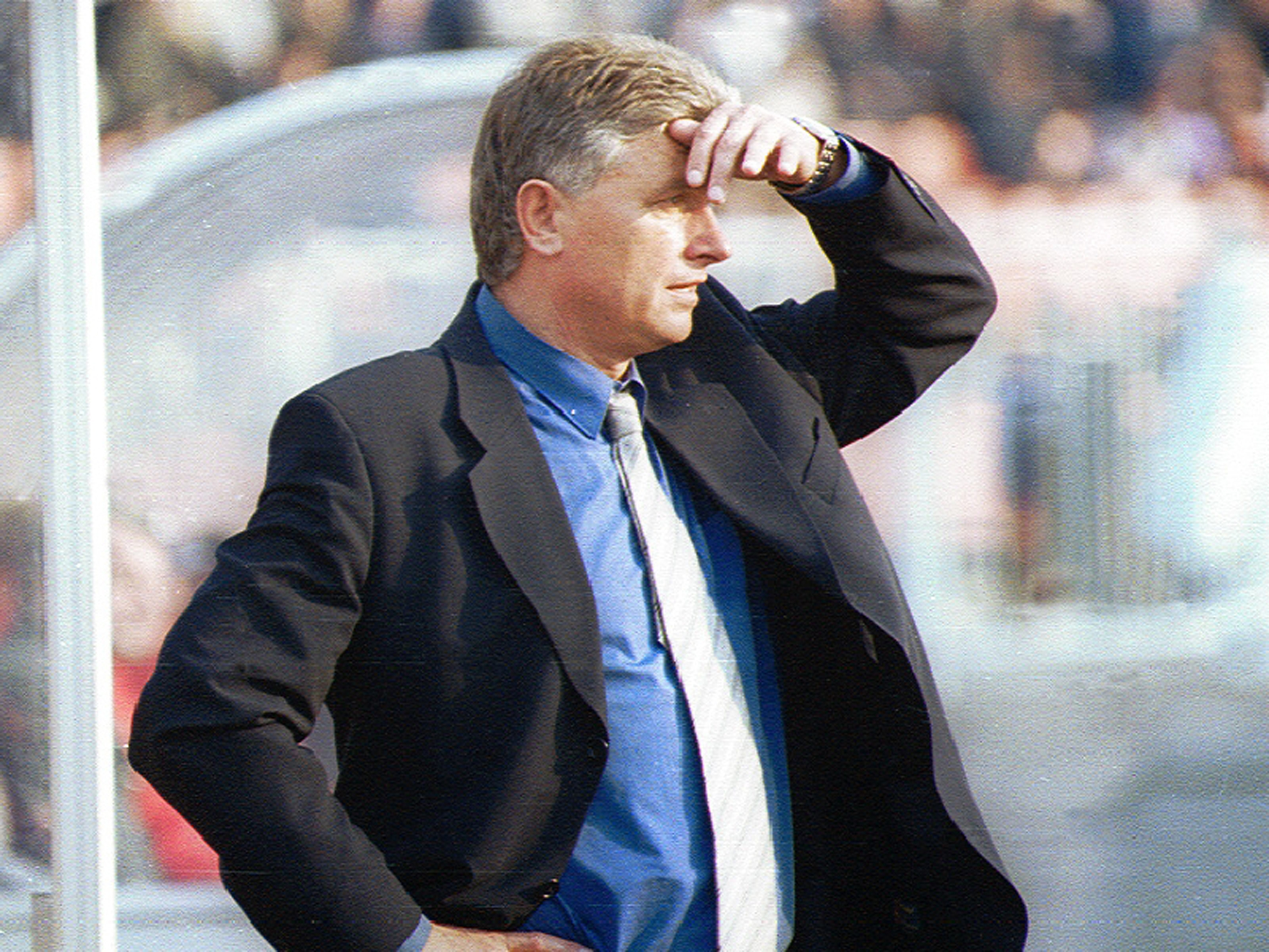
Виктор Прокопенко — первый главный тренер сборной Украины

После распада СССР в 1991 году решением ФИФА сборная России заняла место сборной СССР в отборе на чемпионат мира 1994 года. В связи с этим, некоторые украинские футболисты, выступавшие в тот момент за различные сборные СССР/СНГ, видя для себя лучшие возможности для карьеры в российской, нежели в украинской сборной, приняли решение выступать за сборную России. Это, а также большое количество футболистов, завершающих карьеру, которые приносили славу советскому футболу в 1980-х годах, привело к некоторому кризису в украинском футболе начала 1990-х годов. Кроме того, все набранные очки клубами и сборной СССР в пятилетней таблице УЕФА и в рейтингах ФИФА, посредством решений УЕФА и ФИФА перешли в зачёт России.
Первую игру сборной Украины было решено провести против сборной Венгрии 22 апреля 1992 в Киеве на Республиканском стадионе. Однако из-за финансовых трудностей, матч перенесли ближе к границе с Венгрией — в Ужгород. Так, 29 апреля 1992 года на стадионе «Авангард» сборная Украины провела свой первый в истории матч.
Подготовка к поединку практически не проводилась. Лишь 27 апреля все «первооткрыватели» собрались в Киеве, чтобы на следующий день самолётом отправиться в Ужгород. Между тем соперник, хоть и не вышел на чемпионат Европы 1992, всё же планировал пробиться на чемпионат мира 1994 года, и готовился к встрече более тщательно. В этом матче был забит первый гол в истории сборной Украины, его автором стал Иван Гецко. Капитаном в том поединке был Юрий Шелепницкий. Сам матч закончился победой венгров со счётом 1:3.

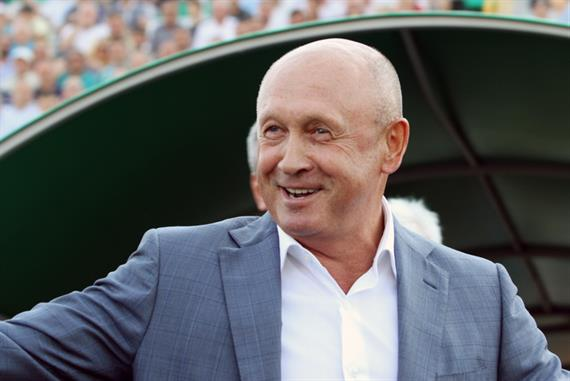
Николай Павлов

28 октября 1992 года сборную Украины на встречу с Белоруссией в Минске уже выводил дуэт тренеров Николай Павлов и Леонид Ткаченко. На стадионе «Динамо» в Минске украинцы первыми пропустили гол, и за полчаса Юрий Максимов сравнял счёт и установил окончательный результат встречи 1:1. Таким образом, за первый год своего существования, сборная Украины провела 4 игры (2 ничьи и 2 поражения), забила 3 и пропустила 6 мячей и сменила 2-х тренеров. Новый, 1993 год, команда встретила уже с новым, полноценным наставником, им стал Олег Базилевич.
27 апреля 1993 года Базилевич дебютировал в Одессе в матче против сборной Израиля. Пропустив первыми, «жёлто-синие» смогли отыграться — на 78 минуте забил Сергей Коновалов, матч завершился вничью 1:1. 18 мая 1993 года Украина одержала свою первую победу. В товарищеской игре в Вильнюсе команда Базилевича уже на 4 минуте пропустила мяч, и в период с 18 по 22 минуту Виктор Леоненко и Дмитрий Михайленко переломили ход поединка и принесли победу украинской команде со счётом 2:1. На период тренерской деятельности Олега Петровича пришлась и первая домашняя победа национальной команды. Олег Базилевич также стал первым тренером, который вывел сборную Украины на официальный матч.

### Отборочный турнир ЧЕ-1996
Команда была заявлена на квалификацию к чемпионату Европы 1996 года и попала в 4 отборочную группу вместе с Хорватией, Италией, Литвой, Эстонией и Словенией. Отборочный турнир к Евро-1996 Украина начинала 7 сентября 1994 года в Киеве против Литвы, матч сложился неудачно для украинской команды и она уступила 0:2. После этой игры Базилевич покинул сборную Украины.

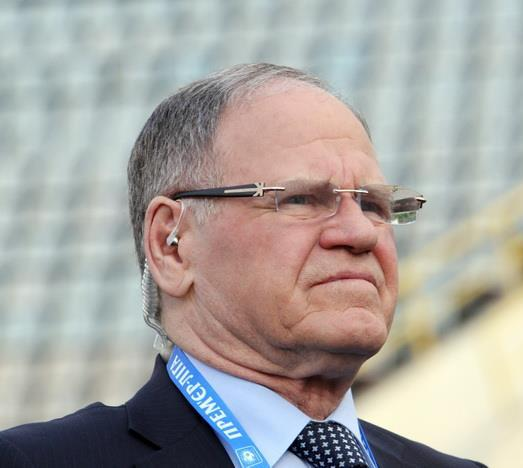
Йожеф Сабо

После ухода из сборной Олега Базилевича, федерация исполняющим обязанности главного тренера был назначен Николай Павлов. Помогать ему согласился Владимир Мунтян. Под таким руководством команда провела всего два матча, 11 и 13 сентября 1994, против сборной Южной Кореи, и оба раза уступила — 0:1 и 0:2.
И уже к следующим официальным матчам в отборочном турнире к Евро-1996 команду начал готовить Йожеф Сабо. Его официальный дебют состоялся 12 октября 1994 года в Киеве в матче отбора против Словении, игра завершилась вничью 0:0. Уже в следующей игре отбора против Эстонии Сабо одержал свою первую победу, как тренер сборной — 3:0. Но уже в 1995 году у руля команды стал Анатолий Коньков.
Дебют нового тренера оказался очень неудачным — 0:4 в Загребе от Хорватии. Анатолий Коньков возглавлял команду в остальных отборочных матчах чемпионата Европы, сборная под его руководством провела всего 7 матчей в которых трижды победила и четыре раза потерпела поражение. Отборочный турнир команда завершила на 4-м месте в группе. После чего Коньков оставил сборную.

### Отборочный турнир ЧМ-1998
Было принято решение, что команду в отборочном турнире на чемпионат мира 1998 вновь возглавит Йожеф Сабо. Возвращение Сабо произошло 9 апреля 1996 года в Кишинёве в товарищеской игре против Молдавии, которую сборная Украины завершила вничью 2:2. Путь на ЧМ-1998 Украина начала 31 августа 1996 с выездной победы над Северной Ирландией (1:0). Этот отбор в целом стал для команды началом её успехов, сборную начали воспринимать как крепкого середняка мирового футбола. Становление сборной Сабо, совпало с крупнейшими успехами киевского «Динамо» конца 90-х, игроки которого и составляли основу сборной. В целом это вылилось в отличные результаты в отборочной группе — победа над Португалией 2:1, домашняя ничья с действующими чемпионами Европы — немцами 0:0. В течение всего цикла отбора команда претендовала на выход из группы с первого места, но только в последнем туре пропустила вперёд сборную Германии. Таким образом, Украина стала второй в отборочном турнире и получила право побороться за выход в финальную стадию в матчах плей-офф. Соперниками команды Сабо стали хорошо знакомые по отбору к Евро-1996 хорваты.
В первой игре Украина уступила 0:2. 15 ноября 1997 года в ответном матче на «Олимпийском» украинская команда очень быстро отыграла два мяча, однако один гол, норвежский арбитр отменил, посчитав, что было положение вне игры, а на 27 минуте игры Ален Бокшич сравнял счёт 1:1. Так матч и завершился, сборная Украины не пробилась на чемпионат мира 1998.

### Отборочный турнир ЧЕ-2000
Следующим этапом для команды Сабо, стал отбор на Евро- 2000. Волею жребия, украинская команда попала в отборочную группу с действующим на то время чемпионом мира — Францией, а также Россией, Исландией, Арменией и Андоррой. Отборочный турнир сборная Украины начала дома — в сверхпринципиальном поединке против России — 5 сентября 1998 года на переполненном «Олимпийском». Уже к 25 минуте Украина вела в счёте 2:0. На 66 минуте игры Евгений Варламов сократил преимущество в счёте, однако Украина доминировала на поле, следствием чего стал фол последней надежды вратаря россиян Дмитрия Харина на 72 минуте. Назначенный пенальти реализовал Сергей Ребров. И хотя Виктор Онопко на 87 минуте сделал счёт 3:2, сборная Украины победила. В следующих двух турах Украина с одинаковым счётом 2:0 победила Андорру на выезде и Армению дома, и завершила 1998 на первом месте в отборочной группе с максимально возможными 9 очками. Новый, 1999 год, для сборной начался с серьёзного поединка против чемпионов мира — Франции в Париже, где команда Сабо была ближе к победе, чем французы, однако матч завершился вничью 0:0. С таким же счётом завершился и домашний поединок Украина — Франция. Команда Сабо, как никогда приблизилась к выходу из группы — перед последним туром Украина лидировала в своей отборочной группе, на одно очко опережая и Францию, и Россию.

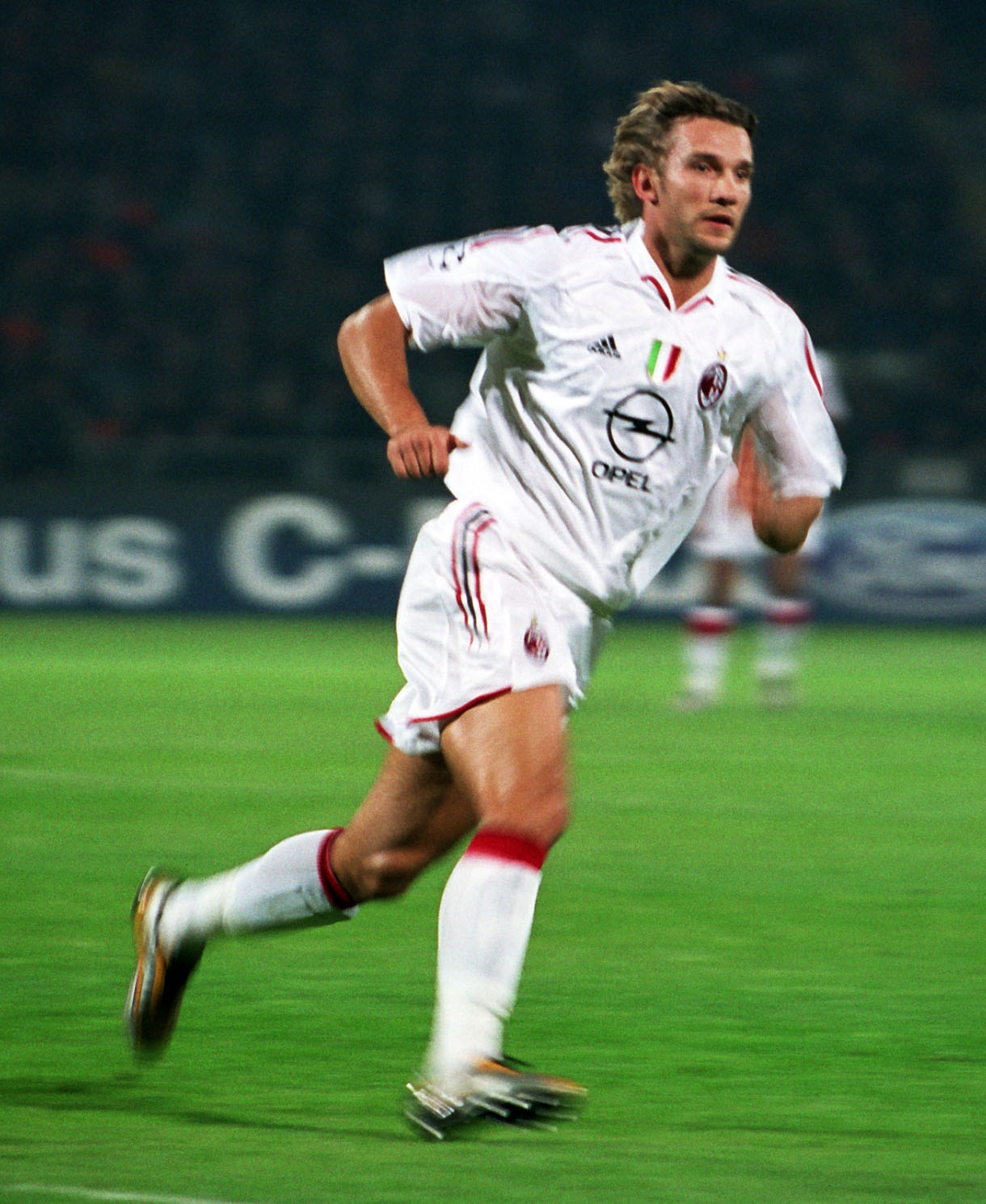
Андрей Шевченко

Именно с Россией встречалась команда Сабо в «Лужниках» в Москве 9 октября 1999 года. Для сохранения шансов на выход на Евро, россиянам было необходимо только победа, в то время как команду Сабо устраивала и ничья (при условии, что Франция не победит Исландию, Украина могла бы занять 1 место в группе). С начала игры сборная России начала активно действовать, однако, россиянам ничего не удавалось, но на 75 минуте Валерий Карпин забил гол. Переломным моментом стало нарушение правил россиянами практически в центре поля на 88 минуте. Штрафной пошёл выполнять Андрей Шевченко, все ожидали его подачу, однако форвард «Милана» пробил по воротам, вратарь россиян Филимонов, пытаясь достать мяч из-под перекладины, отправил его в свои ворота. Игра завершилась со счётом 1:1. Несмотря на то, что Франция обыграла Исландию 3:2, Украина с 20 очками оказалась на втором месте в группе, и получила право выступать в матчах плей-офф. Хотя неоднократно говорилось об отсутствии политики в этом противостоянии, однако, две игры с Россией, воспринимались одинаково политизировано как в России, так и на Украине. Матч в Киеве в 1998 году стал фактически первой игрой, когда стадион исполнял гимн Украины и болельщики массово использовали национальную символику, ничья же 1999 году воспринялась в России как национальная трагедия.
13 ноября 1999 в Любляне, столице Словении команда Сабо уступила в первой игре плей-офф словенцам 1:2, хотя на 33 минуте Шевченко открыл счёт, однако сначала Захович его сравнял, а затем, из-за ошибки Александра Шовковского, ударом с центра поля Ачимович установил окончательный счёт. Сохраняя неплохие шансы на выход на Евро, в Киеве команда Сабо не смогла одержать победы — 1:1, таким образом второй раз подряд Украина не пробилась на футбольный форум через сито плей-офф.
После квалификации на Евро Йожеф Сабо ушёл в отставку.

### Отборочный турнир ЧМ-2002

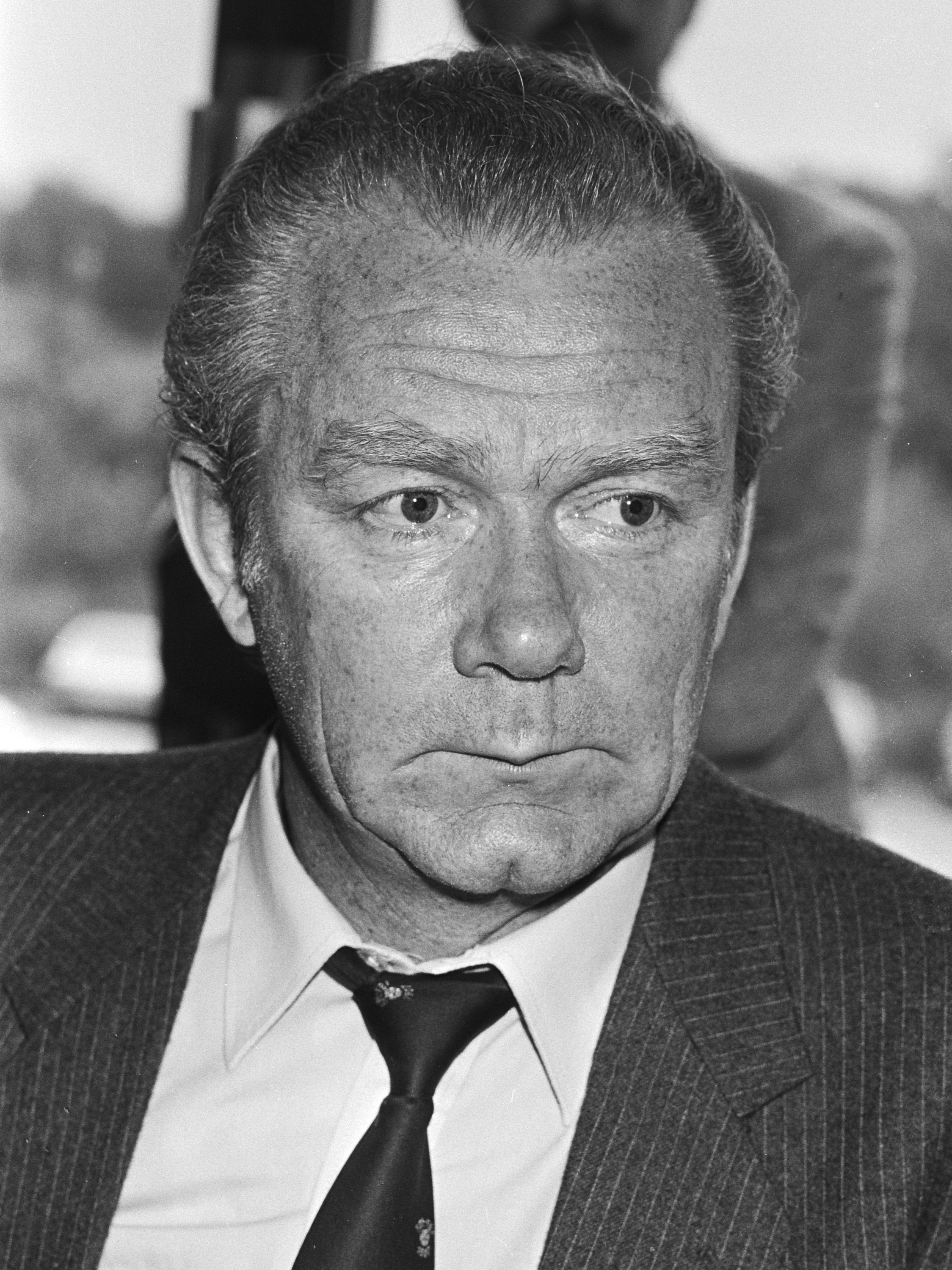
Валерий Лобановский

Учитывая хорошие результаты киевского «Динамо» на Европейской арене, ФФУ приняла решение пригласить на вакантную должность тренера Валерия Лобановского. Приняв предложение федерации, Валерию Васильевичу пришлось совмещать посты главного тренера в клубе и сборной.
Дебют Лобановского в сборной состоялся 26 апреля 2000 года в товарищеской игре с командой Болгарии, в которой украинцы победили со счётом 1:0.
Осенью 2001 года стало известно, что четыре футболиста высшего футбольного дивизиона Аргентины (Диего Климович, Патрисио Кампс, Хулиан Кмет и Хосе Чатрук) изъявили желание выступать за сборную Украины, так как все они имеют украинские корни и хотят помочь украинской сборной пробиться на чемпионат мира 2002 года. Но в ФФУ оставили идею приглашения южноамериканцев без рассмотрения. Чуть позже Олег Блохин не исключал приглашение Климовича в сборную, но уже сам футболист, неплохо проявив себя в Германии, решил бороться за вызов в сборную Аргентины.
Задачей для Лобановского стал выход Украины на ЧМ 2002 из отборочной группы 5. Начала свой путь команда с домашнего поражения от поляков 1:3. Весь отбор команда прошла не слишком уверенно, обыграв дома только Армению 3:0, и сыграв трижды вничью (0:0 с Белоруссией и Норвегией, 1:1 с Уэльсом). Выездные результаты были немного лучше (3 победы и 2 ничьи), что позволило команде Лобановского занять 2 место в группе и в третий раз подряд выйти в плей-офф. На этот раз соперником Украины стал неожиданный участник плей-офф — сборная Германии.
В домашнем поединке украинцы сумели навязать именитому сопернику борьбу и уже на 18 минуте Геннадий Зубов открыл счёт, а через 13 минут Михаэль Баллак его сравнял, так матч и завершился. Всё решилось в ответном матче. «Бундес-машина» за первые 15 минут решила судьбу противостояния 3:0, всё тот же Баллак на 54 минуте делает счёт 4:0, на 90 минуте Андрей Шевченко сумел забить гол, 4:1. Украина опять не поехала на ЧМ.
После этого поражения, и учитывая состояние здоровья, Лобановский покинул сборную.

### Отборочный турнир ЧЕ-2004

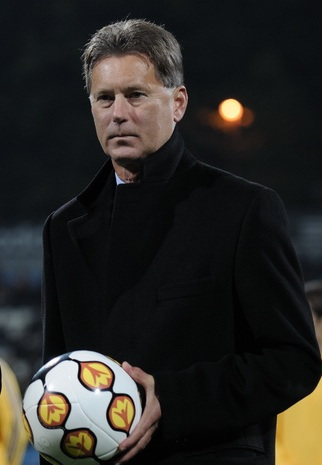
Леонид Буряк

Новый отбор, на этот раз уже в Евро-2004, команда начала с новым тренером — Леонидом Буряком. Свою первую игру Буряк провёл 21 марта 2002 года с хозяевами ЧМ-2002 — японцами. Сборная Украины уступила 0:1. К началу отбора на Евро, команда Буряка провела ещё пять товарищеских игр (2 победы, 3 поражения), а 7 сентября 2002 стартовала с ничьей 2:2 в Ереване в отборочном турнире против Армении. Этот отбор команда провела крайне неудачно, хотя и сумела победить будущих чемпионов Европы 2004 — греков 2:0. В общем, команда не показала ожидаемого результата и завершила турнир в своей группе на 3 месте (2 победы, 4 ничьи и 2 поражения).
По результатам выступления команды Буряк покинул пост тренера сборной.

### Чемпионат мира 2006

#### Отборочный турнир
После такого результата Буряк покинул команду, всё громче звучали призывы привлечь в сборную иностранного специалиста. 18 сентября 2003 на пресс-конференции в Киеве, Григорий Суркис представил нового тренера сборной Олега Блохина, который сразу же заявил о том, что выведет Украину на ЧМ-2006 с первого места в отборочной группе.

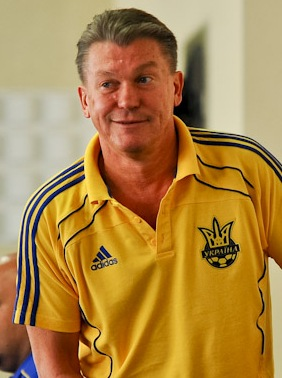
Олег Блохин

4 сентября 2004 в Копенгагене Украина взяла своё первое очко в текущем отборочном турнире — 1:1 с Данией. Далее были победы над Казахстаном и Грузией, домашняя ничья с чемпионами Европы 2004 греками. Однако, о серьёзности намерений Блохина начали говорить после выездной победы Украины над Турцией 3:0. Затем были победы над Албанией, Данией и Казахстаном. 8 июня 2005 команда Блохина, благодаря голу Андрея Гусина на 82 минуте, одержала победу, и уже в следующей игре могла получить путёвку на ЧМ-2006. 3 сентября 2005, почти через 2 года после принятия сборной, Блохин имел все шансы чтобы стать первым, кому удалось вывести Украину на ЧМ, для этого нужно было на выезде обыграть Грузию.
На 43-й минуте Руслан Ротань забил гол — 1:0, однако на 89-й минуте Георги Гахокидзе сравнял счёт, и казалось, отложил на более долгий срок празднования, ведь теперь дело выхода на ЧМ переносилась на следующую игру с Турцией. И домой, в Киев, сборная Украины уже прилетела первым участником ЧМ 2006 от Европы, ведь сборная Дании на 93-й минуте встречи сравняла счёт в игре с турками (2:2), чем сделала украинцев недосягаемыми для соперников. Блохин выполнил своё обещание, и теперь стал главным триумфатором Украины, которая впервые в истории вышла на «мундиаль».
Чествование команды и Блохина произошло 7 сентября 2005, когда на заполненном Олимпийском, несмотря на поражение от Турции со счётом 0:1, свою команду приветствовали более 65 тыс. болельщиков. Завершила отбор Украина ничьей с Албанией — 2:2. В том же 2005 году началась подготовка национальной сборной к выступлению на полях Германии, в товарищеской игре в Киеве со счётом 1:0 была обыграна Япония. Перед чемпионатом команда сыграла ещё пять товарищеских матчей, одержала 3 победы и 2 матча свела вничью.

#### Финальный турнир

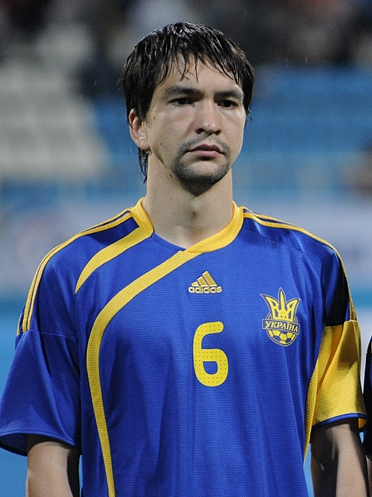
Андрей Русол — автор первого гола сборной Украины на чемпионатах мира

Согласно жеребьёвке украинцы попали в группу H, где кроме них были Испания, Тунис и Саудовская Аравия. Несмотря на то, что по рейтингу ФИФА Украина была слабее всех в группе, ей почти все предрекали лёгкий выход в плей-офф вслед за испанцами, которых считали явными фаворитами.
Сборная Украины дебютировала на чемпионатах мира 14 июня 2006 года в Лейпциге на «Ред Булл Арене». Однако первый матч на чемпионате для жёлто-синих сложился неудачно, они уступили сборной Испании 0:4, причём в ходе встречи был удалён Владислав Ващук. После игры группа украинских болельщиков в знак протеста против удаления принесла в посольство Швейцарии огромную красную карточку размером 2×3 м (судивший встречу с испанцами Массимо Бузакка был гражданином Швейцарии); в центре Киева, где был установлен огромный экран для просмотра матчей, болельщики устроили по ходу матча драку с милицией. 19 июня 2006 года, на «АОЛ Арене» в Гамбурге, в матче против Саудовской Аравии перед зрителями предстала уверенная в себе команда, выигравшая матч со счётом 4:0. Уже на 3-й минуте матча Андрей Русол забил первый гол сборной Украины на чемпионатах мира. Остальные голы в матче провели Сергей Ребров (36-я минута, 2:0), Андрей Шевченко (46-я минута, 3:0), и Максим Калиниченко (84-я минута, 4:0).
Третий матч определял судьбу путёвки в плей-офф стадию турнира (1/8 финала). 23 июня 2006 года на олимпийском стадионе в Берлине сборная Украины встретилась со сборной Туниса. Украинцы не форсировали события, больше старались не пропустить, чем забить. На 70-й минуте игры Андрей Шевченко забил гол с пенальти, установив окончательный счёт 1:0.
В 1/8 финала сборную Украины ждал неожиданный соперник — сборная Швейцарии. Швейцарцы обошли французов и заняли первое место в своей группе. Матч состоялся 26 июня 2006 года в Кёльне на стадионе «Рейн Энерги» и прошёл в осторожной борьбе. Обе команды играли от обороны и не смогли создать в атаке что-либо результативное: основное и дополнительное время завершилось нулевой ничьей. Серию послематчевых пенальти сборная Украины начала неудачно — свой пенальти не забил Шевченко. Однако швейцарцам также не удалось открыть счёт. Далее игроки сборной Украины (Артём Милевский, Сергей Ребров, Олег Гусев) забили три пенальти подряд, в то время как вратарь украинцев Александр Шовковский стал первым вратарём в истории мировых первенств, сохранившим свои ворота в неприкосновенности в серии послематчевых пенальти. В итоге сборная Украины выиграла серию пенальти со счётом 3:0, и впервые в своей истории вышла в 1/4 финала чемпионатов мира.
30 июня 2006 года на АОЛ Арене в Гамбурге команда Украины встретилась в матче 1/4 финала со сборной Италии. На 6-й минуте Дзамбротта открыл счёт, а на 59-й и 69-й минутах точными ударами отметился итальянский нападающий Лука Тони, на что украинцы ответить не смогли. Матч завершился победой будущих чемпионов мира, итальянцев со счётом 3:0, что означало завершение выступления сборной Украины в турнире.

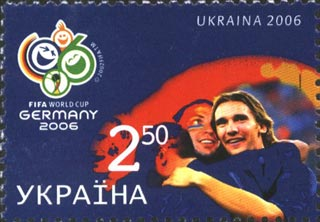
Украинская почтовая марка, выпущенная к ЧМ-2006
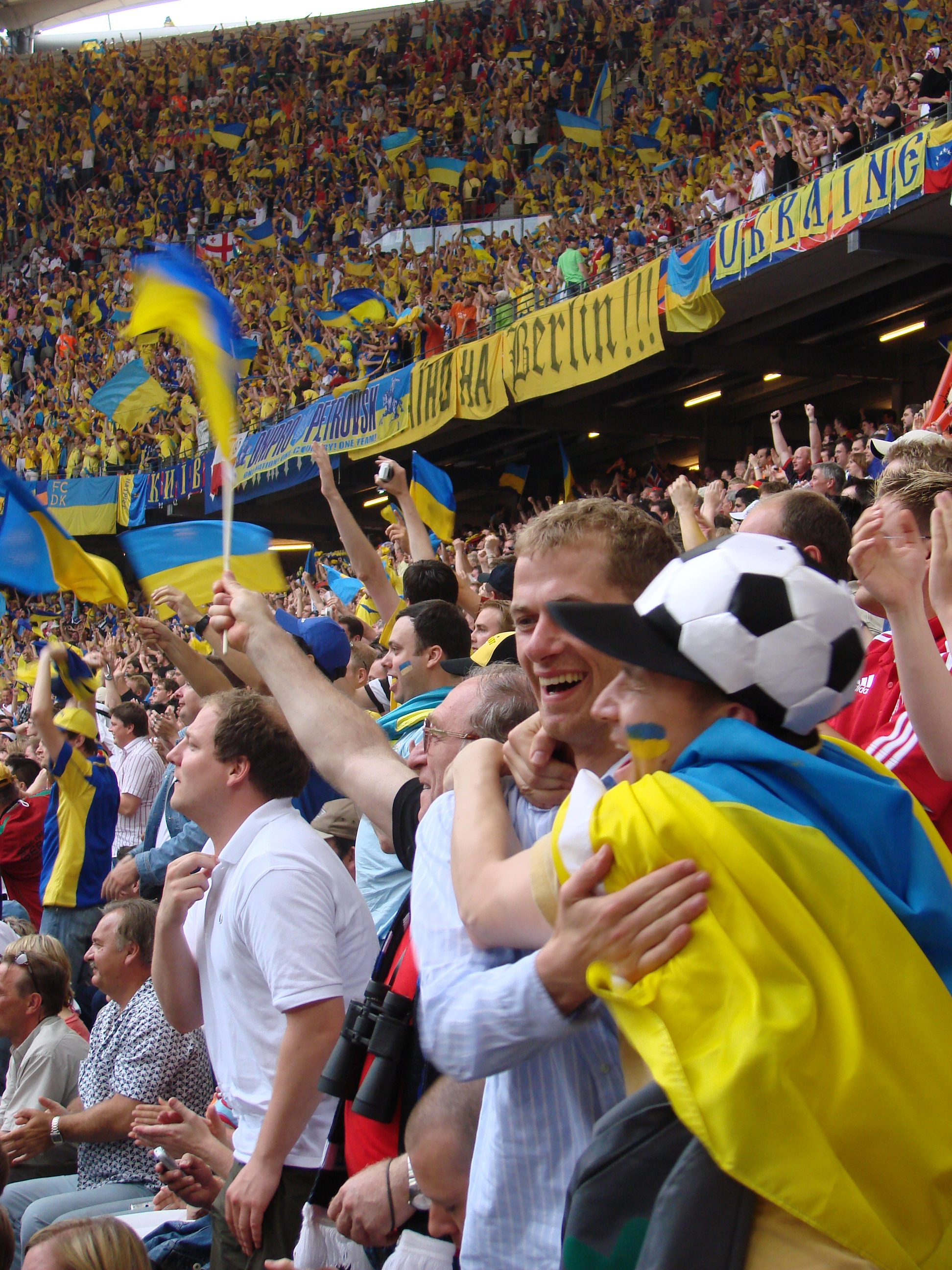
Украинские болельщики на матче  чемпионате мира 2006 против сборной Саудовской Аравии
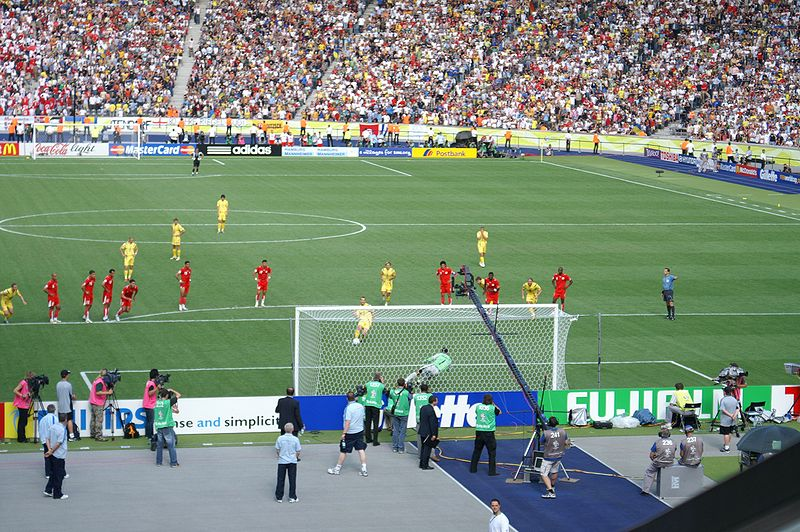
Гол Андрея Шевченко  с пенальти в матче ЧМ-2006 Украина — Тунис, выведший Украину в 1/8 финала
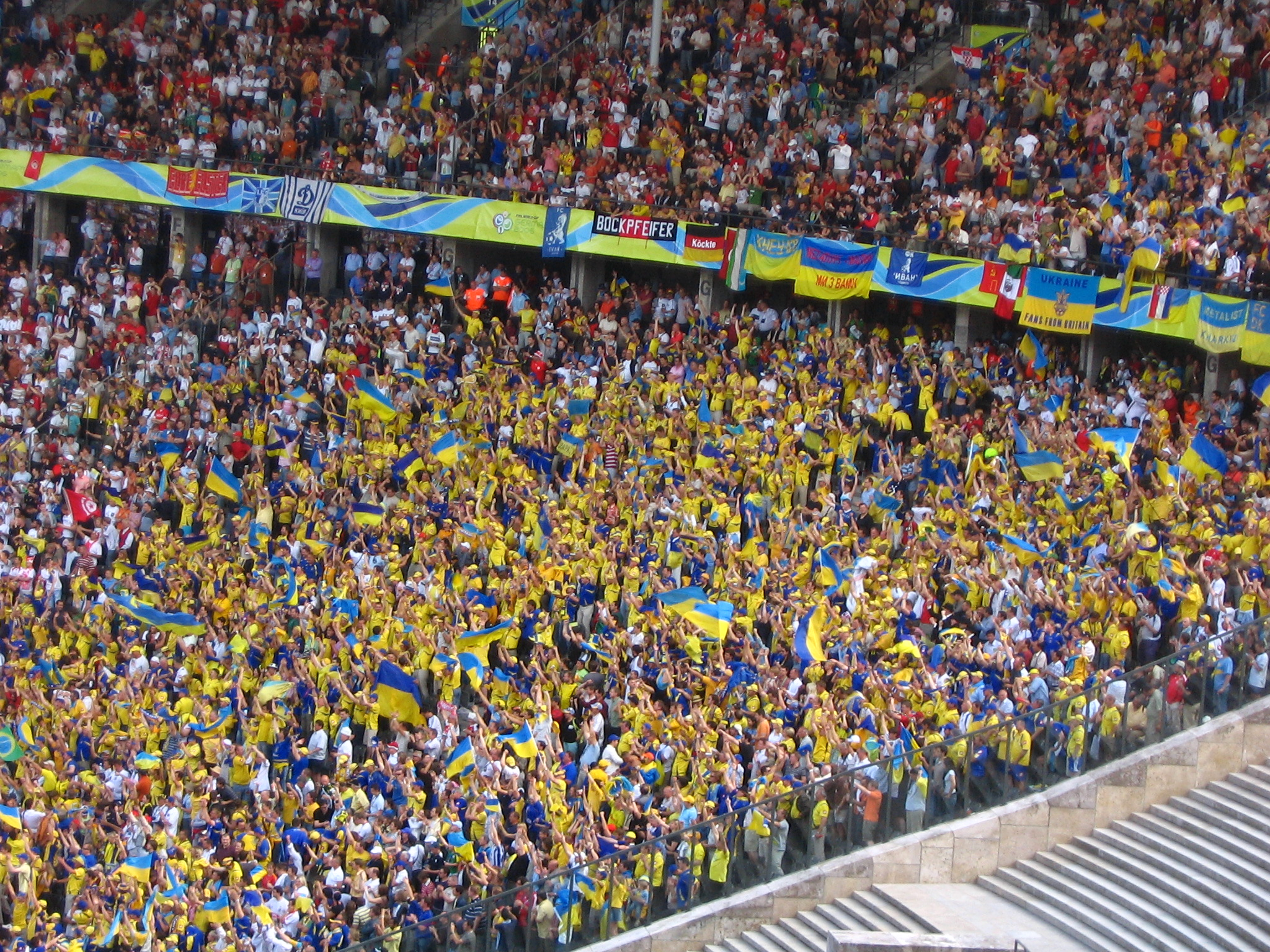
Украинские болельщики празднуют гол Шевченко в матче ЧМ-2006 Украина — Тунис

### Отборочный турнир ЧЕ-2008
В отборочном турнире к Евро-2008 команда вновь встретилась с итальянцами (два поражения), а вообще команда Блохина одержала пять побед, дважды сыграла вничью и пять раз проиграла, получила 17 очков, и заняла 4 место в отборочной группе, опередив Литву, Грузию и Фареры и пропустив перед собой команды Шотландии, Франции и Италии.
Отбор был проведён явно неудачно, и Олег Блохин покинул пост тренера.

### Отборочный турнир ЧМ-2010

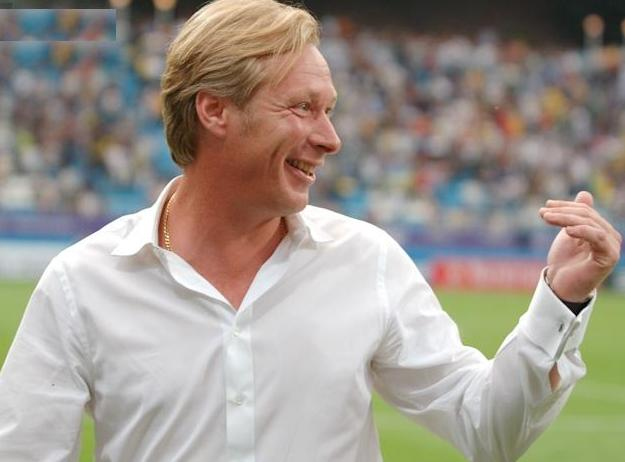
Алексей Михайличенко

Решением ФФУ на должность главного тренера был назначен Алексей Михайличенко, который в 2006 году привёл молодёжную сборную Украины к серебряным медалям чемпионата Европы. 6 февраля 2008 года Михайличенко дебютировал в товарищеской игре с Кипром ничьей (1:1). В отборочном турнире на ЧМ 2010 команда под руководством Алексея Михайличенко стартовала с тяжёлой победы в Львове на стадионе «Украина» над Белоруссией, благодаря голу Андрея Шевченко, с пенальти, на 94 минуте.
Решающим в отборочном турнире для Украины стал домашний матч против команды Англии 10 октября 2009 года на «Днепр-Арене». Англичане уже квалифицировались на ЧМ, а сборная Украины занимала третье место, проигрывая хорватам 2 очка, в последнем туре Хорватия играла с Казахстаном, а Украина с Андоррой, таким образом матч с англичанами стал для сборной Михайличенко решающим, и только победа практически гарантировала второе место в группе и участие в плей-офф. 12 минуте Роберт Грин заработал «фол последней надежды» и красную карточку. Пробивать пенальти взял на себя капитан — Андрей Шевченко, однако его удар приняла на себя штанга ворот. И уже на 30 минуте Сергей Назаренко прекрасным ударом из-за пределов штрафной открыл счёт — 1:0. Ни Украина, ни Англия больше не забивала и Украина получила свою историческую победу, ведь впервые за почти 20 лет своего существования команда победила сборную из топ-десятки. В последнем туре, как и предполагалось, Украина и Хорватия одержали победы, и благодаря выигрышу Украины над Англией в результате получила на одно очко больше, и вышла в плей-офф.
Судьба путёвки на ЧМ решилась в матче против греков. Многие считали, что Греция самый лёгкий соперник из плей-офф, однако, первая игра в Афинах, не выявила победителя (0:0). Всё решилось 18 ноября 2009 года на «Донбасс-Арене» в Донецке. На 31 минуте победный гол за сборную Греции забил Димитрос Салпингидис, Украина уступила 0:1, и в четвёртый раз в своей истории не смогла пройти сито плей-офф. Андрей Шевченко прекрасно понимал, что это был его последний шанс сыграть на чемпионате мира. Фотография Шевченко, который после матча плачет в объятиях болельщика облетела весь мир. Для Алексея Михайличенко этот матч стал последним на посту главного тренера сборной.

### Чемпионат Европы 2012

#### Подготовка к домашнему Евро-2012

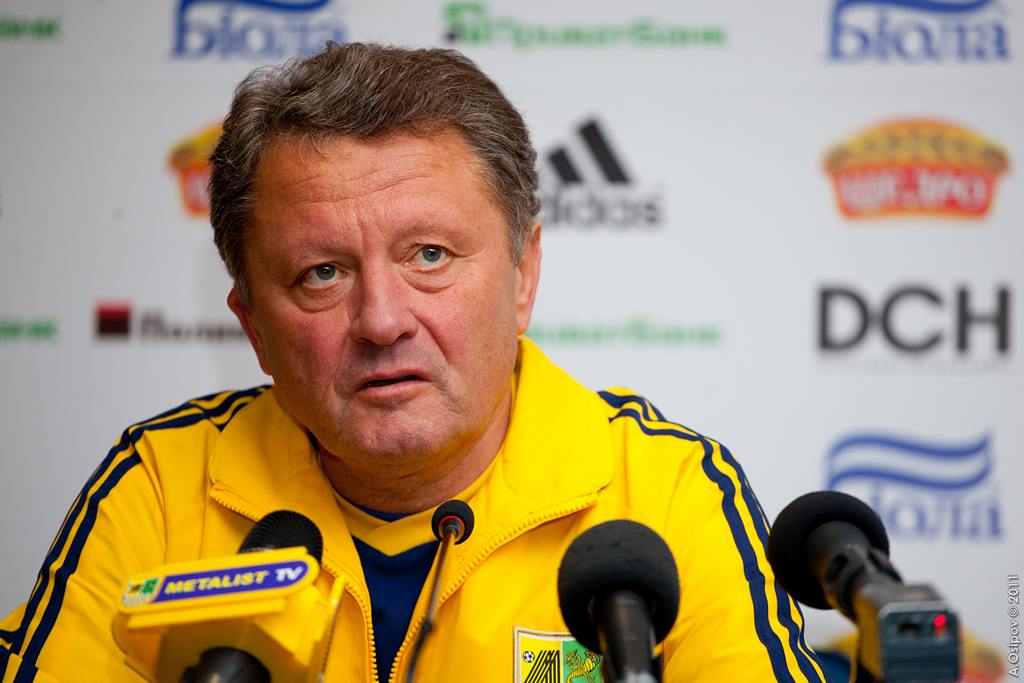
Мирон Маркевич

Право на проведение чемпионата Европы 2012 года выиграла совместная заявка футбольных федераций Польши и Украины. Национальной команде Украины на протяжении двух лет предстояло готовиться к турниру в товарищеских матчах. 1 февраля 2010 на пост главного тренера сборной был назначен Мирон Маркевич — тренер харьковского «Металлиста». Специалисты и болельщики положительно восприняли эту кандидатуру, ведь успехи Маркевича в «Металлисте» были безоговорочными, и все склонялись к мысли, что именно этот тренер справится с важной задачей, поставленной перед ним, ведь новый тренер должен готовить команду к домашнему Евро. Новую должность Мирон Маркевич, совмещал с тренировкой Металлиста. Первую игру Маркевич провёл 25 мая 2010 в Харькове против Литвы. Дубли Алиева и Шевченко принесли украинцам победу 4:0. Далее были победы над Румынией в Львове 3:2 и Норвегией в Осло 1:0. 11 августа под руководством Маркевича Украина сыграла вничью 1:1 с Нидерландами. Однако уже 21 августа Мирон Маркевич заявил, что покидает пост в сборной, как сообщил он сам, причиной этого решения стала дискриминация ФФУ футбольного клуба «Металлист» и самого Маркевича. В это время ФФУ признала матч 2008 «Металлист» — «Карпаты» (4:0) договорным, и постановил снять по 9 очков с обеих команд. Таким образом, команда осталась без наставника. 25 августа исполняющим обязанности главного тренера был назначен помощник Мирона Маркевича Юрий Калитвинцев.
И он, уже 4 сентября в Лодзи на товарищескую игру против поляков вывел сборную Украины (1:1). К концу 2010 года под руководством Калитвинцева Украина провела ещё 4 товарищеских матча (одна победа, одно поражение и две ничьи). Шло время, столь необходимый для подготовки к домашнему Евро, а ФФУ переносила дату объявления нового тренера. Так Калитвинцев со сборной провёл ещё три игры в 2011 году (две победы и поражение). На 21 апреля 2011 федерация футбола назначила пресс-конференцию, на которой обещала объявить имя нового наставника сборной. Среди специалистов и болельщиков рассматривались различные версии — от назначения главным всё того же Калитвинцева, к иностранным специалистам. Однако 21 апреля было объявлено, что команду к Евро-2012 будет готовить Олег Блохин. Возвращение Блохина состоялось 1 июня в Киеве с победы над Узбекистаном 2:0. Практически в каждой следующей игре Олег Блохин выставлял экспериментальный состав, который не давал полного представления о сборной Блохина. Хорошее впечатление на специалистов и болельщиков составил матч-открытие, после реконструкции, Олимпийского стадиона в Киеве 11 ноября 2011 года.
Украина продемонстрировала атакующий футбол, и после первого тайма вела в счёте в матче с Германией 3:1. И во второй половине игры пропустила два мяча, и завершила игру 3:3. Уже через четыре дня в матче-открытии ещё одной арены для чемпионата Европы, львовского стадиона, Украина продемонстрировала бойцовские качества, и в меньшинстве, на последней минуте игры, одержала победу над Австрией 2:1. До начала турнира сборная Украины сыграла ещё четыре товарищеских матча (две победы, два поражения).

#### Финальный турнир

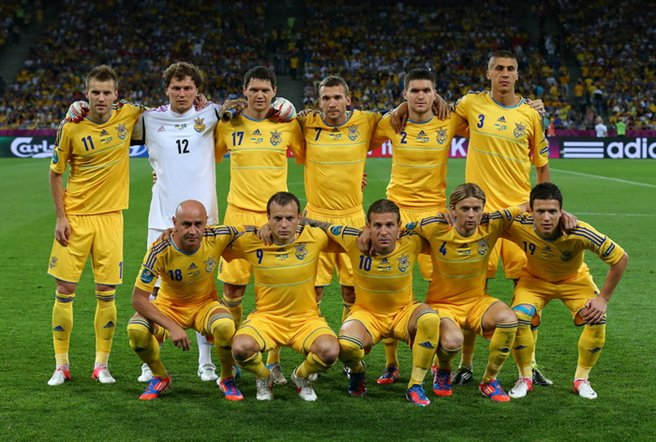
Перед игрой со Швецией на чемпионате Европы 2012

11 июня 2012 года в Киеве на переполненном «Олимпийском» сборная Украины дебютировала на чемпионатах Европы. При равной игре со Швецией, украинцы во втором тайме на 55-й минуте пропустили мяч от Златана Ибрагимовича, и уже через четыре минуты, капитан и лидер сборной Украины Андрей Шевченко сравнял счёт, а на 62-й минуте, сделав дубль, принёс победу команде Блохина.
Сборная Украины после первого тура возглавила свою группу. 15 июня Украина на «Донбасс Арене» встречалась с командой Франции. Украинцы начали действовать активно и уверенно, однако на 5 минуте встречи, главный арбитр матча был вынужден остановить игру, в связи с грозой с молниями, которые сверкали в Донецке. Игра возобновилась только через час. Первые 20 минут команда Блохина действовала довольно активно, и Андрей Шевченко мог бы открыть счёт, однако на 53 минуте открыл счёт француз Менез, а через три минуты Йоан Кабай поставил точку в матче — 0:2. В последней игре группового турнира на Донбасс Арене Украина встречалась с Англией. Для выхода в плей-офф команда Блохина должна была одержать победу.
Незасчитанный гол в матче с Англией
Сине-жёлтые начали активно, и в течение всего первого тайма контролировали игру. Однако, опять начало второго тайма привёл к голу. Прострел с фланга, мяч проходит под рукой Пятова и на 48 минуте Уэйн Руни забивает в пустые ворота. Украина продолжала давить на ворота англичан, и на 62 минуте Марко Девич пробил по воротам Джо Харта и мяч по дуге опустился в ворота, Джон Терри не дал ему коснуться земли, выбив его, однако, мяч в воздухе пересёк линию ворот.
Однако бригада арбитров во главе с венгром Виктором Кашшаи, это взятие ворот не зафиксировала. Этот момент ещё долго обсуждался после игры, УЕФА и сам Кашшаи признали ошибку. Как бы там ни было, Украина проиграла Англии 0:1 и завершила свои выступления на домашнем Евро на третьем месте в группе.
Завершили карьеру известные игроки
После чемпионата Европы сборную Украины покинул многолетний лидер и лучший игрок украинского футбола Андрей Шевченко. Прощальным матчем, 15 августа 2012 года, против Чехии во Львове, прекратил свои выступления в сборной Андрей Воронин. Позже, в сентябре 2012 о завершении игр за сборную заявил и голкипер-легенда сборной Александр Шовковский.

### Отборочный турнир ЧМ-2014

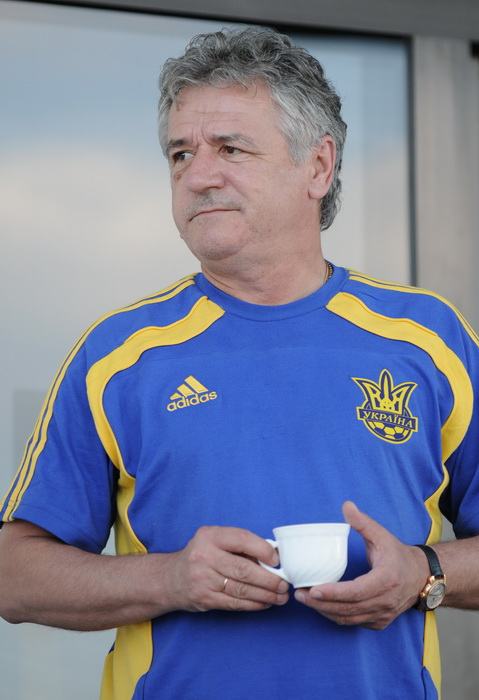
Андрей Баль

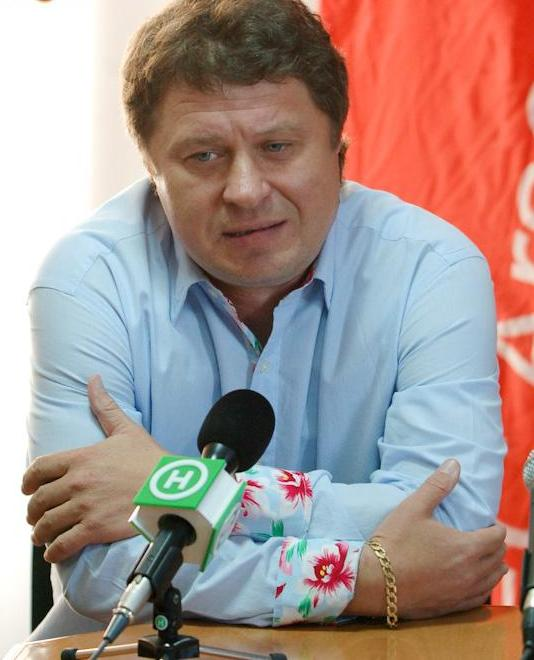
Александр Заваров

Первую игру отбора к ЧМ 2014, против Англии на Уэмбли подопечные Блохина провели достаточно уверенно и завершили матч вничью 1:1, благодаря голу Евгения Коноплянки. 25 сентября 2012 Олег Блохин возглавил киевское «Динамо», и по договорённости с ФФУ должен подготовить сборную к двум следующим поединкам отбора против Молдавии и Черногории. Однако, 5 октября 2012 Блохин был госпитализирован в больницу с диагнозом гипертонический криз, он был прооперирован из-за тромбоза левой сонной артерии, и на две недели он выбыл из футбола. На место исполняющего обязанности главного тренера был назначен помощник Блохина — Андрей Баль, именно он руководил жёлто-синими в двух следующих поединках отбора. Оба матча команда провела крайне неудачно, сначала сыграв вничью 0:0 с Молдавией, а затем 16 октября вообще проиграла дома Черногории 0:1. Таким образом, осенью часть отбора в своей группе Украина с 2 очками завершила на предпоследнем, пятом месте, опережая лишь Сан-Марино. Перед последним матчем в 2012 году — товарищеской игрой против Болгарии ФФУ назначил испоняющим обязанности главного тренера Александра Заварова. Под его руководством Украина одержала победу со счётом 1:0.
Президент ФФУ Анатолий Коньков предложил Андрею Шевченко возглавить команду, но он после недели раздумий отказался от этого предложения. Также проводились переговоры с английским тренером Гарри Реднаппом, но тот получил и принял предложение от клуба «Куинз Парк Рейнджерс». 26 декабря 2012 на заседании исполкома ФФУ решался вопрос назначения главного тренера команды. Основными претендентами были швед Свен-Горан Эрикссон и украинский специалист Михаил Фоменко. Единогласно тренером решено назначить Михаила Фоменко. В первой игре под его руководством сборная Украины 6 февраля 2013 одержала победу над Норвегией 2:0. Официально же, Михаил Фоменко стартовал со сборной в сверхважном матче отбора в Варшаве против Польши 22 марта 2013. На Национальном стадионе Украина уже в первые 8 минут забила два мяча. Поляки смогли отыграть 1 гол на 18 минуте и в течение первого тайма активно пытались сравнять счёт, однако гол Романа Зозули на 45 минуте окончательно похоронил надежды польской команды на положительный результат. Таким образом Украина победила 3:1 и вернулась в борьбу за путёвку на турнир. В следующей игре Украина победила в Одессе Молдавию 2:1 и после половины сыгранных матчей набрала 8 очков и занимала 4-ю позицию в своей отборочной группе. 7 июня 2013 состоялся матч между Черногорией и Украиной, в котором Украина разгромила соперников со счётом 4:0. 6 сентября во Львове на «Арене Львов» сборная Украины установила новый личный рекорд, одержав самую крупную победу в истории. Команда Фоменко разгромила Сан-Марино 9:0. Через 4 дня Украина снова сыграла вничью в матче против Англии.
Через месяц сборная сыграла в Харькове против Польши и победила со счётом 1:0. 15 октября 2013 года состоялся последний тур в отборочной группе, сборная Украины сохраняла шанс на то, чтобы занять первое место в группе и напрямую выйти на Чемпионат мира 2014, однако для этого, надо было не только победить Сан-Марино, но и надеяться на то, что поляки смогут отобрать очки у Англии. Со своей задачей команда Фоменко справилась — крупнейшая в истории выездная победа — 8:0. Кроме того, первый в истории сборной хет-трик в одном матче (в исполнении Марко Девича). А вот поляки англичанам проиграли 0:2. Таким образом Англия завершила отбор на первом месте и автоматически получила путёвку на ЧМ, сборная Украины — вторая, и в пятый раз в истории пробовать квалифицироваться на футбольный чемпионат через квалификационные матчи.
21 октября в штаб-квартире ФИФА в Цюрихе прошла церемония жеребьёвки раунда плей-офф Кубка мира по футболу 2014 в Бразилии. Согласно октябрьскому рейтингу ФИФА, сборная Украины вошла в 20-ку сильнейших футбольных сборных мира, поэтому попала в корзину сеяных команд. Среди потенциальных соперников Украины были: Франция, Швеция, Хорватия и Исландия. Известный в прошлом нападающий сборной Швейцарии по футболу Александр Фрай вытащил для сборной Украины шарик с национальной командой Франции. Стыковые матчи состоялись 15 и 19 ноября. Соответственно, первый поединок сборная Украины провела дома.
В первом матче Роман Зозуля открыл счёт 61 минуте, а на 82 минуте ещё и заработал пенальти, который забил Андрей Ярмоленко. Этот матч стал для сборной Украины первой победой над сборной Франции. В ответном матче сборная Украины уступила французской сборной со счётом 0:3, плохо сыграв как в защите, так и в нападении. Таким образом, Украина в пятый раз проиграла плей-офф за выход на чемпионаты мира и Европы и стала первой европейской командой, которая не прошла чемпионат мира, имея после первого матча преимущество в два мяча.
В декабре 2013 года сборная Украины получила от ФИФА звание самой прогрессирующей команды года в мировом футболе. В ФИФА подсчитали, что за год команда поднялась в рейтинге на 29 позиций и впервые стала обладателем приза «Прогресс года».

### Чемпионат Европы 2016 года

#### Отборочный турнир
Свой 23 сезон сборная Украины начала с товарищеского матча 5 марта 2014 против сборной США. Он закончился победой команды Фоменко со счётом 2:0. Далее были товарищеские матчи против сборных Нигера и Молдавии, они также завершились победами.
8 сентября Украина сыграла первый отборочный поединок и уступила Словакии со счётом 0:1. Через месяц, 9 октября, сине-жёлтые победили на выезде сборную Белоруссии. Через три дня сборная Украины победила во Львове сборную Македонии. 15 ноября Украина победила Люксембург 3:0, продемонстрировав не слишком качественную игру. Однако, во второй раз в истории сборной Украины, в исполнении Андрея Ярмоленко был забит хет-трик. 18 ноября был сыгран вничью товарищеский матч против Литвы со счётом 0:0.
27 марта 2015 сине-жёлтые минимально проиграли сборной Испании. Через 3 дня было сыграно вничью в товарищеском матче с Латвией во Львове. 9 июня на «Линцер Штадион» в Линце (Австрия) была одержана победа в товарищеском матче с грузинами — 2:1. 14 июня сборная Украины победила в Львове сборную Люксембурга со счётом 3:0. Осенью сборная Украины победила во Львове сборную Белоруссии со счётом 3:1. Далее, в Жилине, Словакия, сине-жёлтые сыграли вничью со сборной Словакии.

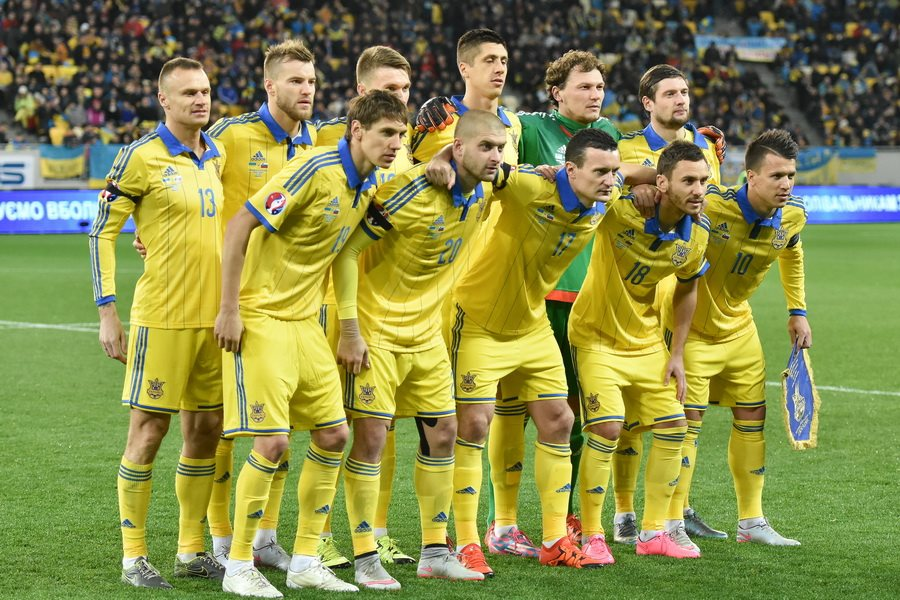
Сборная Украины перед первым матчем со Словенией

За месяц, 9 октября в Скопье, столице БЮР Македонии, команда Фоменко выиграла у хозяев со счётом 2:0. В тот же день сборная Белоруссии победила на выезде сборную Словакии, что дало сборной Украины шанс пройти в финальную стадию чемпионата Европы без участия в матчах плей-офф. Для этого нужно было обыграть дома сборную Испании и надеяться на ничью в матче Люксембург — Словакия. Однако, из-за поражения дома 0:1 и победы словаков 4:2 в Люксембурге, сине-жёлтые вынуждены были в очередной раз играть в плей-офф.
18 октября в швейцарском Ньоне состоялась жеребьёвка плей-офф. Поскольку Украина попала в число сеяных команд, её потенциальными соперниками были: Норвегия, Словения, Ирландия, Дания. После жеребьёвки плей-офф соперником сборной Украины стала сборная Словении (с которой уже были встречи 13 и 17 ноября 1999 на отбор к Евро-2000). 14 ноября во Львове подопечные Фоменко выиграли 2:0 — сначала на 22 минуте Андрей Ярмоленко открыл счёт, а на 60 минуте забил Евгений Селезнёв. 17 ноября в словенском Мариборе была зафиксирована ничья 1:1 — в первом тайме забил капитан хозяев Боштьян Цесар, но в конце игры, на 90+7 минуте, Андрей Ярмоленко с передачи Артёма Кравца сравнял счёт. Таким образом, по результатам двух матчей плей-офф, Украина во второй раз попала на Чемпионат Европы.

#### Финальный турнир
Жеребьёвка финального турнира чемпионата Европы состоялась 12 декабря 2015 года в Париже.
Сборная Украины сыграла в группе C со сборными Германии, Польши и Северной Ирландии.
17 июня 2016 года Украина потеряла все шансы на продление борьбы на Евро-2016. После проигрыша украинских футболистов Северной Ирландии со счётом 0:2, Германия и Польша сыграли вничью — 0:0. Таким образом, в группе С Германия и Польша заработали по 4 очка, Северная Ирландия — 3 очка. А сборная Украины заняла последнее место и даже последующая игра со сборной Польшей уже не меняла ситуацию. 20 июня 2016 года главный тренер национальной сборной Украины по футболу Михаил Фоменко обратился к болельщикам украинской команды и попросил у них прощения за неудачное выступление «сине-жёлтых» на чемпионате Европы. 21 июня 2016 года сборная Украины проиграла сборной Польши 0:1 и в третьем туре группового турнира чемпионата Европы по футболу во Франции. Украинцы разочаровались в игре сборной Украины на чемпионате и многие не пришли болеть за сборную во время последнего матча на чемпионате. Украинцы стали худшей сборной на чемпионате Европы 2016 года.

### Отборочный турнир ЧМ-2018
После провального чемпионата Европы новым главным тренером сборной Украины стал её лучший бомбардир Андрей Шевченко. По результатам жеребьёвки отборочного турнира ЧМ-2018 Украина попала в группу I с Хорватией, Исландией, Турцией, Финляндией и дебютантом отборочного цикла Косово.
Первый матч против сборной Исландии дома был сыгран вничью со счётом 1:1. Далее последовала выездная ничья с Турцией 2:2, а в третьем туре украинцы на своём поле разгромили сборную Косово 3:0. Затем под домашними трибунами была одержана минимальная победа над Финляндией 1:0, а в пятом туре случилось гостевое поражение от фаворитов группы хорватов с тем же минимальным счётом 0:1. В шестом туре «сине-жёлтые» на выезде переиграли финнов 2:1, а в следующем матче дома победили турок 2:0. После этого команда на выезде уступила Исландии 0:2, а в предпоследнем туре украинская команда в гостях добилась победы над Косово 2:0. Последний матч против сборной Хорватии дома «сине-жёлтые» проиграли со счётом 0:2.
По итогам отборочного раунда сборная Украины заняла третье место в группе, набрав 17 очков, и осталась за бортом мундиаля.

### Лига наций УЕФА 2018/2019
В новосозданном турнире, Лиге Наций УЕФА, сборная Украины попала в Лигу В, в группу 1. «Сине-жёлтые» стартовали в турнире 6 сентября 2018 года в выездном матче против Чехии (1:2, победа Украины). Во втором матче сборная Украины обыграла команду Словакии 1:0. В ответной игре с Чехией на стадионе «Металлист» украинцы выиграли со счётом 1:0 и за тур до конца гарантировали себе 1-е место в группе и, как следствие, выход в дивизион А. В последнем, ничего не значащем матче, сборная Украины резервным составом в Трнаве уступила Словакии (1:4). Также в товарищеском матче против Турции, который должен был состоятся в Днепре, но был перенесён в Анталью, команда Андрея Шевченко сыграла вничью 0:0.

### Чемпионат Европы 2020

#### Отборочный турнир
Жеребьёвка отбора на чемпионат Европы 2020 состоялась 2 декабря 2018 года в Дублине. Сборная Украины находилась во 2-й корзине и попала в группу к Португалии, Сербии, Литве и Люксембургу.
Первый матч в группе украинцы провели на выезде с Португалией и свели его вничью (0:0). Через 3 дня сборная сыграла с Люксембургом. Соперник играл достаточно агрессивно, и на 36 минуте нападающий Давид Тюрпель открыл счет. Ближе к концу тайма Виктор Цыганков сравнял счёт. Во втором тайме обе команды играли активно, но забить никто не мог, поэтому казалось, что матч так и закончится. Однако на последних компенсированных минутах тайма после штрафного удара Руслана Малиновского нападающий люксембуржцев Жерсон Родригес срезал мяч в собственные ворота, установив счёт 1:2.
Однако, после этих матчей федерации футбола Португалии и Люксембурга подали иск в КДК УЕФА с требованием засчитать Украине технические поражения, поскольку, по их мнению, ФФУ нарушила процедуру натурализации нападающего донецкого «Шахтёра» Жуниора Мораеса, который был вызван в сборную и сыграл в этих матчах. 3 мая КДК своим решением отказал в удовлетворении иска. Однако, это не удовлетворило заявителей, и они подали апелляцию на это решение. УЕФА отклонил и её.
7 июня 2019 года сборная сыграла во Львове против Сербии. Подопечные Шевченко удачно воспользовались ошибками соперника и, показав феерическую игру, выиграли со счётом 5:0. Многие эксперты и болельщики назвали этот матч лучшим в истории сборной Украины. В следующем матче украинцы с более скромным счётом (1:0) обыграли Люксембург.
7 сентября украинцы в Вильнюсе провели матч против аутсайдера группы — команды Литвы, которую без особых проблем обыграли 3:0. Спустя месяц, в ответной домашней игре в Харькове, украинская команда вновь переиграла литовцев с сухим счётом — 2:0.
14 октября в Киеве прошёл решающий матч в группе за первое место. Играя в меньшинстве по ходу матча, украинцы обыграли со счётом 2:1 действующего чемпиона Европы Португалию и досрочно вышли в финальную стадию.
17 ноября Украина сыграла в гостях вничью со сборной Сербии 2:2 и завершила отборочный цикл без поражений.
| № | Команда    | И | В | Н | П | Мячи    | ±   | О  |
| - | ---------- | - | - | - | - | ------- | --- | -- |
| 1 | Украина    | 8 | 6 | 2 | 0 | 17 : 40 | +13 | 20 |
| 2 | Португалия | 8 | 5 | 2 | 1 | 22 : 60 | +16 | 17 |
| 3 | Сербия     | 8 | 4 | 2 | 2 | 17 : 17 | 0   | 14 |
| 4 | Люксембург | 8 | 1 | 1 | 6 | 07 : 16 | −9  | 4  |
| 5 | Литва      | 8 | 0 | 1 | 7 | 05 : 25 | −20 | 1  |

#### Финальный турнир
Чемпионат Европы по футболу 2020 должен был начаться 12 июня 2020 года, однако в связи с пандемией COVID-19 турнир перенесён на 2021 год. Сборная Украины попала в группу C, вместе со сборными Нидерландов и Австрии и победителем плей-офф Пути D, которым стала сборная Северной Македонии
В финальной части ЕВРО-2020 сборная Украины с трудом преодолела групповой этап. В первом матче турнира украинцы в упорной борьбе уступили сборной команде Нидерландов со счётом 2:3. При этом украинская команда проявила характер, сумев отыграться со счёта 0:2. Однако, на последних минутах пропустила решающий гол. Во второй игре была обыграна сборная Северной Македонии со счётом 2:1. Стоит отметить два нереализованных пенальти в ворота соперников (за команду Украины не смог забить Руслан Малиновский). Однако, если македонские игроки с последующего добивания сумели забить гол, то украинцы не сумели справиться с этим компонентом игры. В обоих матчах авторами голов стали Андрей Ярмоленко, выводивший на все три игры команду в качестве капитана, и Роман Яремчук. Турнирное положение перед третьей игрой группового этапа позволяло команде сборной Украины рассчитывать на ничью, которая обеспечивала им беспроблемное прохождение в следующий этап турнира. Однако, игра с командой Австрии закончилась поражением со счётом 0:1. Таким образом, сборная команда Украины заняла третье место в группе по итогам группового этапа, чем поставила себя в зависимость от исходов матчей в других группах. По окончании последних матчей группового этапа был определён рейтинг команд, занявших третьи места в своих группах, согласно которому 4 из 6 команд должны были продолжить борьбу в следующей стадии. Сборная Украины стала последней, 16-й командой, впервые в своей истории получившей право сыграть в 1/8 финала ЕВРО-2020, опередив в рейтинге сборные Финляндии и Словакии благодаря лучшей разнице забитых и пропущенных мячей. Это стало известно в последний игровой день группового этапа после победы сборной Швеции на польской командой (3:2) и поражения словацкой команды от сборной Испании со счётом 0:5. Победный гол, забитый шведской командой в ворота сборной Польши в добавленное время позволил шведам занять первое место в группе, опередив команду Испании и, согласно дальнейшей турнирной сетке плей-офф, получить в соперники именно сборную Украины.
| № | Команда            | И | В | Н | П | Мячи  | ±  | О |
| - | ------------------ | - | - | - | - | ----- | -- | - |
| 1 | Нидерланды         | 3 | 3 | 0 | 0 | 8 : 2 | +6 | 9 |
| 2 | Австрия            | 3 | 2 | 0 | 1 | 4 : 3 | +1 | 6 |
| 3 | Украина            | 3 | 1 | 0 | 2 | 4 : 5 | −1 | 3 |
| 4 | Северная Македония | 3 | 0 | 0 | 3 | 2 : 8 | −6 | 0 |

29 июня в Глазго на стадионе «Хэмпден Парк» состоялся матч со сборной Швеции. Счёт в матче со шведами открыл Александр Зинченко. Однако, ещё на последних минутах первого тайма мяч после удара Эмиля Форсберга попал в Илью Забарного и, сменив направление полёта, оказался в воротах украинской команды. Основное время закончилось со счётом 1:1. Гол, забитый Артёмом Довбиком в компенсированные минуты экстратайма принёс сборной Украины исторический успех на чемпионатах Европы — выход в четвертьфинал. В дополнительное время матч был омрачён грубейшим подкатом Маркуса Даниэльссона, повлёкшим за собой серьёзную травму Артёма Беседина, который был вынужден покинуть поле. Шведский футболист получил красную карточку и был удалён с поля.
3 июля в Риме, на «Стадио Олимпико» состоялся четвертьфинальный матч между сборными Украины и Англии. Англичане имели подавляющее преимущество, что и нашло своё отражение в итоговом счёте — 0:4. Украинская команда пропустила по голу на первых минутах каждого тайма, при этом три из четырёх голов были забиты головой с линии вратарской площадки.

### Лига наций УЕФА 2020/2021
Как победитель своей группы (группа 1 Лиги B) предыдущего розыгрыша, сборная Украины из Лиги B повысилась в Лигу A, и при жеребьёвке турнира 2020/2021 была посеяна в третью корзину. По результатам жеребьёвки, состоявшейся 3 марта 2020 года в Амстердаме, сборная Украины сформировала группу 4 вместе с командами Швейцарии, Германии и Испании.
Матчи групповой части турнира прошли с 3 сентября по 17 ноября 2020 года. Матчи финальной части были запланированы на 2−6 июня 2021 года, однако, в связи с переносом начала финальной части Евро-2020 на 11 июня 2021 года, матчи финальной стадии перенесены на 6 и 7 октября (полуфиналы) и 10 октября (финал) 2021 года. Матчи плей-офф отборочного турнира ЧМ-2022 запланированы на 21-29 марта 2022 года.
В элитном дивизионе сборная Украины сохраняла все шансы остаться в нём до последнего тура, в котором команде присудили техническое поражение и Украина покинула Лигу А заняв последнее место в группе.
Итоговая турнирная таблица
| № | Команда   | И | В | Н | П | Мячи    | ±   | О  |
| - | --------- | - | - | - | - | ------- | --- | -- |
| 1 | Испания   | 6 | 3 | 2 | 1 | 13 : 30 | +10 | 11 |
| 2 | Германия  | 6 | 2 | 3 | 1 | 10 : 13 | −3  | 9  |
| 3 | Швейцария | 6 | 1 | 3 | 2 | 9 : 8   | +1  | 6  |
| 4 | Украина   | 6 | 2 | 0 | 4 | 05 : 13 | −8  | 6  |

Техническое поражение сборной из-за COVID-19
Из-за заболевания ряда представителей украинской сборной (за 4 дня положительный тест на COVID-19 сдали 10 игроков и два представителя штаба сборной) главный санитарный врач кантона Люцерн (Швейцария) Роджер Харстолл запретил проведение матча между сборными Швейцарии и Украины, который должен был состояться 17 ноября 2020 года на поле стадиона «Свисспорарена» в Люцерне. В этой связи УЕФА был вынужден отменить игру.
25 ноября Контрольно-дисциплинарный комитет УЕФА принял решение, согласно которому виновной признана украинская сторона и ей засчитано техническое поражение со счётом 3:0. 16 декабря Спортивный арбитражный суд (CAS) зарегистрировал апелляцию Украинской ассоциации футбола (УАФ) против Союза европейских футбольных ассоциаций (УЕФА) и Швейцарской футбольной ассоциации (SFA) . 19 марта 2021 года стало известно, что УАФ проиграла апелляцию, решение КДК УЕФА оставлено в силе. В своём постановлении CAS отметил:

«В материалах конкретных доказательств, подтверждающих, что апеллянт (УАФ — ред.) не действовал согласно протоколу, или что он был другим образом небрежным или неосторожным в защите игроков от COVID-19. Никто просто не мог предвидеть или предсказать действия местных швейцарских органов власти в связи с их решением о карантине. Любая национальная сборная команда могла столкнуться с ситуацией, которую можно сравнить с ситуацией с УАФ, что также демонстрирует дело Норвегии. Соответственно, апеллянт не виновен, а стал ещё одной случайной жертвой пандемии COVID-19»

### Отборочный турнир ЧМ-2022
Финальная часть 22-го чемпионата мира по футболу должна пройти с 21 ноября по 18 декабря 2022 года в Катаре.
Европейский отборочный турнир начался 24 марта 2021 года и должен был завершиться матчами плей-офф 22 марта и 26 марта 2022 года.
Сначала сообщалось, что 3 путёвки будут предоставлены победителям Лиги наций 2020/2021, являющейся одним из этапов отбора к чемпионату мира 2022, к финальному отбору участников ЧМ от Лиги Наций сезона 2020/2021, который состоится в марте 2022 года, будут допущены 4 команды с лучшим рейтингом, не прошедшие отбор через отборочные группы ЧМ. В дальнейшем стало известно, что в плей-офф к 10 командам, которые займут вторые места в группах добавятся две лучшие команды Лиги наций 2020/21. Плей-офф будет состоять из двух раундов, 3 победителя должны были присоединиться к десяти победителям групп в Катаре в финальной части 22-го чемпионата мира по футболу.
В марте 2020 года УЕФА объявил, что два игровых дня, запланированные на июнь 2021 года, будут перенесены после переноса сроков проведения Евро-2020 на июнь и июль 2021 года из-за пандемии COVID-19. Чтобы обеспечить завершение отборочного группового этапа в ноябре 2021 года в соответствии с графиком, 24 сентября 2020 года УЕФА объявил, что периоды в марте и сентябре 2021 года в Международном календаре матчей ФИФА были увеличены с двух до трёх игровых дней. Изменения в международном календаре матчей на март и сентябрь 2021 года, в соответствии с которыми каждое окно увеличено на один день, были одобрены Советом ФИФА 4 декабря 2020 года.
Жеребьёвка состоялась 7 декабря 2020 года.
| № | Команда              | И | В | Н | П | Мячи    | ±   | О  |
| - | -------------------- | - | - | - | - | ------- | --- | -- |
| 1 | Франция              | 8 | 5 | 3 | 0 | 18 : 30 | +15 | 18 |
| 2 | Украина              | 8 | 2 | 6 | 0 | 11 : 80 | +3  | 12 |
| 3 | Финляндия            | 8 | 3 | 2 | 3 | 10 : 10 | 0   | 11 |
| 4 | Босния и Герцеговина | 8 | 1 | 4 | 3 | 09 : 12 | −3  | 7  |
| 5 | Казахстан            | 8 | 0 | 3 | 5 | 05 : 20 | −15 | 3  |

Жеребьёвка 12 команд стадии плей-офф, а также выбор хозяев финалов состоялись 26 ноября 2021 года в Цюрихе. Полуфиналы и финалы должны были состоять из одного матча. Даты проведения матчей были определены для полуфиналов — 24 марта, для финалов — 29 марта 2022 года. Сборная Украины оказалась в четвёрке Пути A. Ей предстояло провести полуфинальный матч со сборной командой Шотландии. Победитель этого матча должен был встретиться в финале с победителем пары Австрия/Уэльс.
В связи с начавшимся 24 февраля 2022 года вторжением российских войск на территорию Украины национальная сборная утратила возможность полноценной и безопасной подготовки к предстоящим матчам плей-офф. Обсуждались различные варианты дальнейшей судьбы команды: от полного снятия с турнира до предоставления прямой путёвки и дополнительного места в финальной части чемпионата мира в Катаре. В итоге, УЕФА принял решение о переносе матчей с участием украинской команды с марта на июнь. В дальнейшем были утверждены даты проведения полуфинального (1 июня) и финального (5 июня) матчей.
В рамках подготовки к матчам плей-офф Пути A отборочного турнира чемпионата мира 2022 года руководством украинской сборной были запланированы два тренировочных сбора. Команда должна была собраться в конце апреля в Словении и в конце мая в Англии.
На первый сбор команда должна была собраться 29 апреля в словенском местечке Брдо. Первую часть сбора предстояло провести без участия легионеров. В ходе сбора были запланированы 4 спарринга: 2, 6, 10 и 14 мая. После согласования с руководством ФК «Шахтёр» сроков прибытия представителей клуба в расположение национальной сборной 1 июня, а также обозначившегося намерения руководства ФК «Динамо» не отпускать своих футболистов до 23 мая, начало тренировочного сбора было перенесено на 2 мая, а спарринг, запланированный на эту дату, был отменён. В дальнейшем конфликт был погашен посредством переговоров руководителей УАФ и ФК «Динамо». По результатам переговоров «динамовцам» предстояло прибыть в расположение национальной сборной 3 мая. Позже стало известно, о достижении договорённости с главным тренером национальной сборной о прибытии игроков ФК «Динамо» 5 мая, в связи с чем был отменён запланированный на 6 мая спарринг. Также стало известно о том, что дополнительные спарринги запланированы на 22 и 26 мая. Среди возможных спарринг-партнёров рассматривались ряд национальных сборных, а также футбольные клубы «Боруссия» (Мёнхенгладбах), «Риека» и «Удинезе». Переговоры с представителями «Удинезе» окончились безрезультатно, однако, удалось договориться о проведении товарищеской встречи с другим представителем Серии A — «Эмполи». О встрече с мадридским «Реалом» договориться не удалось из-за участия последнего в финале Лиги чемпионов сезона 2021/2022. Также на 22 мая и 26 мая планировались две встречи на уровне национальных сборных. Соперниками сборной Украины в обеих встречах должны были стать представители африканского континента, в том числе — сборная ДР Конго Встречи должны были пройти на полях Бельгии. Несмотря на то, что дата первой встречи была перенесена с 22 на 23 мая, партнёра для первого спарринга так и не удалось подобрать. Спарринг с командой ДР Конго также был перенесён на один день — с 26 на 27 мая, однако, матч был отменён в связи с тем, что по заявлению мера Брюсселя не удалось бы обеспечить безопасность во время матча в связи с довольно многочисленными сообществами украинцев и конголезцев, проживающих в столице. Главный тренер сборной Украины отказался проводить товарищеские матчи со сборными Литвы, Сан-Марино, Мальты и Венесуэлы, а также с футбольным клубом «Фенербахче» и двумя клубами испанской Сегунды, поскольку у команды уже был сформирован график. Таким образом, подготовку к матчам плей-офф Пути A отборочного турнира чемпионата мира 2022 года тренерский штаб решил закончить 26 мая двусторонней игрой.
Второй тренировочный сбор предстояло провести в Англии. Тренерский штаб планировал собрать команду 17 мая, после короткого двухдневного перерыва. В рамках сбора предполагалась товарищеская встреча со сборной Англии или «Манчестер Сити». Однако, в дальнейшем стало известно об отмене второго сбора в связи с возможностью продления словенского сбора на общий срок до 28 дней.
11 мая в первом матче сезона 2022 года в товарищеской встрече в рамках подготовки к мачтам плей-офф Пути A отборочного турнира чемпионата мира 2022 года сборная Украины обыграла футбольный клуб «Боруссия» (Мёнхенгладбах) со счётом 2:1. В составе сборной Украины дебютировали |Михаил Мудрик и Александр Пихалёнок. Оба дебютанта отличились забитыми голами. Также не использовали свои шансы Николай Шапаренко при выходе один на один на 45-й минуте и Александр Караваев на добивании на 90-й. Гол в свои ворота украинская команда получила после ошибки Ефима Конопли. Деньги, вырученные от продажи билетов пошли на благотворительные цели на нужды Украины. Следующий тренировочный матч сборная Украины провела 17 мая против футбольного клуба «Эмполи» и одержала победу со счётом 3:1. Из украинцев отличились Роман Яремчук, Александр Караваев и вновь Александр Пихалёнок. При этом Яремчук имел ещё по одной возможности в каждом тайме поразить ворота. Итальянцы сумели сравнять счёт ещё в первом тайме, однако сдержать в итоге украинскую сборную не смогли. В ходе матча повреждение получил Денис Попов, только восстановившийся после предыдущей травмы. Матч также носил благотворительный характер. На следующий день, 18 мая, украинская сборная провела очередной товарищеский матч против футбольного клуба «Риека». Встреча закончилась ничейным счётом 1:1. В составе сборной Украины отличился Денис Гармаш. Команды имели ещё по паре шансов склонить чашу весов в свою пользу, однако не воспользовались ими. В начале второго тайма гол забил Александр Зубков. Однако, взятие ворот было отменено из-за офсайда Артёма Беседина, принимавшего активное участие в эпизоде. Наиболее близким к успеху в конце второго тайма был хорватский футболист, удар которого отразила штанга.
1 июня состоялся полуфинальный матч плей-офф Пути A отборочного турнира чемпионата мира 2022 года со сборной Шотландии. Украинская сборная выиграла со счётом 3:1. Голы на счету Андрея Ярмоленко, Романа Яремчука, а также Артёма Довбика, отличившегося на 5-й компенсированной минуте и упустившего до этого ещё 2 момента. 5 июня состоялся решающий матч за право участвовать в финальной стадии чемпионата мира 2022 года. Встреча закончилась со счётом 0:1. Под непрекращающимся дождём единственный в матче автогол в свои ворота забил капитан команды Андрей Ярмоленко, неудачно подставивший голову после исполнения штрафного Гаретом Бейлом. На 3-й минуте был отменён гол Александра Зинченко со штрафного из-за несвоевременного ввода мяча в игру

### Лига наций УЕФА 2022/2023
Жеребьёвка групповой стадии прошла 16 декабря 2021 года в Монтрё.
В связи с начавшимся 24 февраля 2022 года вторжением российских войск на территорию Украины президент Польского футбольного союза Цезари Кулеша предложил помощь Украинской ассоциации футбола в организации домашних матчей сборной Украины на территории Польши.
8 июня в Дублине сборная Украины стартовала с очередном сезоне розыгрыша Лиги наций УЕФА с победы над сборной Ирландии со счётом 1:0. В начале игры ирландцы не смогли воспользоваться обрезкой украинского вратаря Андрея Лунина, а уже на 10-й минуте он среагировал на удар низом Джейсона Найта. На 37-й минуте ворота ирландцев поразил Тарас Качараба. Однако, после просмотра VAR гол был отменён из-за офсайда Артёма Довбика. Единственный гол в матче забил Виктор Цыганков в начале второго тайма. Курьёзный гол случился после исполнения штрафного удара от боковой линии. Мяч обогнул ирландского вратаря Куивина Келлехера дезориентированного неудачной попыткой Валерия Бондаря замкнуть навес, и влетел в дальний угол. В концовке матча Андрей Лунин в прыжке перевёл мяч в перекладину после удара головой Шейна Даффи. В компенсированное время Джейсон Найт метров с десяти пробил выше ворот. 11 июня в Лодзе (Польша) сборная Украины провела свой номинально домашний против команды Армении. Игра началась в 16:00 и закончилась победой украинской сборной со счётом 3:0. Впервые на позиции левого защитника в сборной сыграл Александр Зинченко. Украинская команда имела игровое преимущество на протяжении всего матча. Авторами голов стали Руслан Малиновский, а также два защитника Александр Караваев и Виталий Миколенко, чей гол вышел достаточно курьёзным. Матч стал прощальным в сборной для вратаря Андрея Пятова. 14 июня на том же стадионе в Лодзе украинская сборная провела вновь номинально домашний матч против недельной давности соперника — сборной Ирландии. Проводившие 5-й матч за 2 недели украинцы в начале матча уступили инициативу гораздо более свежеим соперникам. На 17-й минуте матча опасно пробивал головой Трой Парротт, которого не успел накрыть Андрей Ярмоленко после флангового навеса Джейсона Найта. Через 5 минут свой шанс упустил вышедший один на один с вратарём Виталий Миколенко и пробивший в голкипера. На 25-й минуте травмировал ногу и был заменён Руслан Малиновский. Гол украинская команда пропустила на 31-й минуте после сольного прохода Нейтана Коллинза, обыгравшего трорх соперников и пробившего мимо Дмитрий Ризныка. На 42-й минуте в штрафной соперника упал Ярмоленко, однако, арбитр не зафиксировал нарушения правил. Он же отдал результативную передачу, с которого Артём Довбик в начале второго тайма забил ответный гол.
Турнирная таблица
| № | Команда   | И | В | Н | П | Мячи  | ±  | О |
| - | --------- | - | - | - | - | ----- | -- | - |
| 1 | Украина   | 3 | 2 | 1 | 0 | 5 : 1 | +4 | 7 |
| 2 | Шотландия | 3 | 2 | 0 | 1 | 6 : 4 | +2 | 6 |
| 3 | Ирландия  | 4 | 1 | 1 | 2 | 4 : 3 | +1 | 4 |
| 4 | Армения   | 4 | 1 | 0 | 3 | 2 : 9 | −7 | 3 |

## Ближайшие и последние игры

### Матчи сезона 2022 года
Украинская ассоциация футбола рассматривала возможность проведения товарищеского матча против сборной Италии в период с 28 по 31 января 2022 года.
| Первоначальный календарь матчей сезона 2022 года | Первоначальный календарь матчей сезона 2022 года | Первоначальный календарь матчей сезона 2022 года | Первоначальный календарь матчей сезона 2022 года | Первоначальный календарь матчей сезона 2022 года | Первоначальный календарь матчей сезона 2022 года |
| Дата                                             | Соперник                                         | Статус матча                                     | д/г                                              | Город                                            | Стадион                                          |
| ------------------------------------------------ | ------------------------------------------------ | ------------------------------------------------ | ------------------------------------------------ | ------------------------------------------------ | ------------------------------------------------ |
| 24.03.2022                                       | Шотландия                                        | ОЧМ-2022                                         | г                                                | Глазго                                           | «Хэмпден Парк»                                   |
| 29.03.2022                                       | Австрия/ Уэльс                                   | ОЧМ-2022/ТМ                                      |                                                  |                                                  |                                                  |
| 04.06.2022                                       | Ирландия                                         | ЛН-2022/23                                       | г                                                | Дублин                                           | «Авива»                                          |
| 07.06.2022                                       | Шотландия                                        | ЛН-2022/23                                       | г                                                | Глазго                                           | «Хэмпден Парк»                                   |
| 11.06.2022                                       | Армения                                          | ЛН-2022/23                                       | д                                                | Львов                                            | «Арена Львов»                                    |
| 14.06.2022                                       | Ирландия                                         | ЛН-2022/23                                       | д                                                | Львов                                            | «Арена Львов»                                    |
| 23.09.2022                                       | Армения                                          | ЛН-2022/23                                       | г                                                | Ереван                                           | «Республиканский»                                |
| 26.09.2022                                       | Шотландия                                        | ЛН-2022/23                                       | д                                                | Киев                                             | «Олимпийский»                                    |
| Итого:                                           |                                                  | 7 игр                                            | д=3, н=0, г=4                                    | д=3, н=0, г=4                                    | д=3, н=0, г=4                                    |

В связи с начавшимся 24 февраля 2022 года вторжением российских войск на территорию Украины президент Польского футбольного союза Цезари Кулеша предложил помощь Украинской ассоциации футбола в организации домашних матчей сборной Украины на территории Польши.
Учитывая обстоятельства, матчи плей-офф Пути A отборочного турнира чемпионата мира 2022 года были перенесены с марта на июнь.
По той же причине УЕФА также изменил расписание матчей в группе B1 Лиги B Лиги наций УЕФА сезона 2022/2023.
| Календарь матчей сезона 2022 года | Календарь матчей сезона 2022 года | Календарь матчей сезона 2022 года | Календарь матчей сезона 2022 года | Календарь матчей сезона 2022 года | Календарь матчей сезона 2022 года | Календарь матчей сезона 2022 года | Календарь матчей сезона 2022 года |
| Дата                              | Соперник                          | Счёт                              | Статус матча                      | д/г                               | Город                             | Стадион                           | Игроки, забившие мяч за Украину   |
| --------------------------------- | --------------------------------- | --------------------------------- | --------------------------------- | --------------------------------- | --------------------------------- | --------------------------------- | --------------------------------- |
| 02.05.2022                        |                                   | отменён                           | ТМ                                |                                   |                                   |                                   |                                   |
| 06.05.2022                        |                                   | отменён                           | ТМ                                |                                   |                                   |                                   |                                   |
| 11.05.2022                        | «Боруссия» М                      | 2:1                               | ТМ                                | г                                 | Мёнхенгладбах                     | «Боруссия-Парк»                   | Мудрик, Пихалёнок                 |
| 17.05.2022                        | «Эмполи»                          | 3:1                               | ТМ                                | г                                 | Эмполи                            | «Карло Кастеллани»                | Яремчук, Караваев, Пихалёнок      |
| 18.05.2022                        | «Риека»                           | 1:1                               | ТМ                                | г                                 | Риека                             | «Руевица»                         | Гармаш                            |
| 23.05.2022                        |                                   | отменён                           | ТМ                                | н                                 | Брюссель                          |                                   |                                   |
| 27.05.2022                        | ДР Конго                          | отменён                           | ТМ                                | н                                 | Брюссель                          |                                   |                                   |
| 01.06.2022                        | Шотландия                         | 3:1                               | ОЧМ-2022                          | г                                 | Глазго                            | «Хэмпден Парк»                    | Ярмоленко, Яремчук, Довбик        |
| 05.06.2022                        | Уэльс                             | 0:1                               | ОЧМ-2022                          | г                                 | Кардифф                           | «Кардифф Сити»                    |                                   |
| 08.06.2022                        | Ирландия                          | 1:0                               | ЛН-2022/23                        | г                                 | Дублин                            | «Авива»                           | Цыганков                          |
| 11.06.2022                        | Армения                           | 3:0                               | ЛН-2022/23                        | н                                 | Лодзь                             | «Городской стадион ЛКС»           | Малиновский, Караваев, Миколенко  |
| 14.06.2022                        | Ирландия                          | 1:1                               | ЛН-2022/23                        | н                                 | Лодзь                             | «Городской стадион ЛКС»           | Довбик                            |
| 21.09.2022                        | Шотландия                         |                                   | ЛН-2022/23                        | г                                 | Глазго                            | «Хэмпден Парк»                    |                                   |
| 24.09.2022                        | Армения                           |                                   | ЛН-2022/23                        | г                                 | Ереван                            | «Республиканский»                 |                                   |
| 27.09.2022                        | Шотландия                         |                                   | ЛН-2022/23                        | д                                 | БОП                               | БОП                               |                                   |
| Итого:                            | +5 =2 −1                          | 14:6                              | 11 игр                            | д=1, н=2, г=8                     | д=1, н=2, г=8                     | д=1, н=2, г=8                     | д=1, н=2, г=8                     |

1. ↑  Первым указано число голов, забитых в ворота соперника

| - д — матч на Украине (домашний) - г — матч на поле соперника (гостевой) - н — матч на нейтральном поле - а/г — автогол - пен. — гол забит с пенальти | - ТМ — товарищеский матч - ЧМ — матч финального турнира чемпионата мира - ОЧМ — матч отборочного турнира чемпионата мира - ЧЕ — матч финального турнира чемпионата Европы - ОЧЕ — матч отборочного турнира чемпионата Европы - ЛН — матч Лиги наций УЕФА |

## Статистика выступлений в официальных турнирах

### Чемпионаты мира
| Финальные турниры | Финальные турниры                                   | Финальные турниры                                   | Финальные турниры                                   | Финальные турниры                                   | Финальные турниры                                   | Финальные турниры                                   | Финальные турниры                                   | Финальные турниры                                   |                                                     | Отборочные турниры                                  | Отборочные турниры                                  | Отборочные турниры                                  | Отборочные турниры                                  | Отборочные турниры                                  | Отборочные турниры                                  | Отборочные турниры |
| Год               | Результат                                           | Место                                               | И                                                   | В                                                   | Н                                                   | П                                                   | ГЗ                                                  | ГП                                                  | Место                                               | И                                                   | В                                                   | Н                                                   | П                                                   | ГЗ                                                  | ГП                                                  |                    |
| ----------------- | --------------------------------------------------- | --------------------------------------------------- | --------------------------------------------------- | --------------------------------------------------- | --------------------------------------------------- | --------------------------------------------------- | --------------------------------------------------- | --------------------------------------------------- | --------------------------------------------------- | --------------------------------------------------- | --------------------------------------------------- | --------------------------------------------------- | --------------------------------------------------- | --------------------------------------------------- | --------------------------------------------------- | ------------------ |
| 1994              | Не была членом ФИФА на момент проведения жеребьёвки | Не была членом ФИФА на момент проведения жеребьёвки | Не была членом ФИФА на момент проведения жеребьёвки | Не была членом ФИФА на момент проведения жеребьёвки | Не была членом ФИФА на момент проведения жеребьёвки | Не была членом ФИФА на момент проведения жеребьёвки | Не была членом ФИФА на момент проведения жеребьёвки | Не была членом ФИФА на момент проведения жеребьёвки | Не была членом ФИФА на момент проведения жеребьёвки | Не была членом ФИФА на момент проведения жеребьёвки | Не была членом ФИФА на момент проведения жеребьёвки | Не была членом ФИФА на момент проведения жеребьёвки | Не была членом ФИФА на момент проведения жеребьёвки | Не была членом ФИФА на момент проведения жеребьёвки | Не была членом ФИФА на момент проведения жеребьёвки |                    |
| 1998              | Не прошла квалификацию                              | Не прошла квалификацию                              | Не прошла квалификацию                              | Не прошла квалификацию                              | Не прошла квалификацию                              | Не прошла квалификацию                              | Не прошла квалификацию                              | Не прошла квалификацию                              | 2/6*                                                | 12                                                  | 6                                                   | 3                                                   | 3                                                   | 11                                                  | 9                                                   |                    |
| 2002              | Не прошла квалификацию                              | Не прошла квалификацию                              | Не прошла квалификацию                              | Не прошла квалификацию                              | Не прошла квалификацию                              | Не прошла квалификацию                              | Не прошла квалификацию                              | Не прошла квалификацию                              | 2/6*                                                | 12                                                  | 4                                                   | 6                                                   | 2                                                   | 15                                                  | 13                                                  |                    |
| 2006              | 1/4 финала                                          | 8                                                   | 5                                                   | 2                                                   | 1**                                                 | 2                                                   | 5                                                   | 7                                                   | 1/6                                                 | 12                                                  | 7                                                   | 4                                                   | 1                                                   | 18                                                  | 7                                                   |                    |
| 2010              | Не прошла квалификацию                              | Не прошла квалификацию                              | Не прошла квалификацию                              | Не прошла квалификацию                              | Не прошла квалификацию                              | Не прошла квалификацию                              | Не прошла квалификацию                              | Не прошла квалификацию                              | 2/6*                                                | 12                                                  | 6                                                   | 4                                                   | 2                                                   | 21                                                  | 7                                                   |                    |
| 2014              | Не прошла квалификацию                              | Не прошла квалификацию                              | Не прошла квалификацию                              | Не прошла квалификацию                              | Не прошла квалификацию                              | Не прошла квалификацию                              | Не прошла квалификацию                              | Не прошла квалификацию                              | 2/6*                                                | 12                                                  | 7                                                   | 3                                                   | 2                                                   | 30                                                  | 7                                                   |                    |
| 2018              | Не прошла квалификацию                              | Не прошла квалификацию                              | Не прошла квалификацию                              | Не прошла квалификацию                              | Не прошла квалификацию                              | Не прошла квалификацию                              | Не прошла квалификацию                              | Не прошла квалификацию                              | 3/6                                                 | 10                                                  | 5                                                   | 2                                                   | 3                                                   | 13                                                  | 9                                                   |                    |
| 2022              | Не прошла квалификацию                              | Не прошла квалификацию                              | Не прошла квалификацию                              | Не прошла квалификацию                              | Не прошла квалификацию                              | Не прошла квалификацию                              | Не прошла квалификацию                              | Не прошла квалификацию                              | 2/5*                                                | 10                                                  | 3                                                   | 6                                                   | 1                                                   | 14                                                  | 10                                                  |                    |
| Всего             | Лучший: Четвертьфинал                               | Кол-во: 1/7                                         | 5                                                   | 2                                                   | 1                                                   | 2                                                   | 5                                                   | 7                                                   |                                                     | 80                                                  | 38                                                  | 28                                                  | 14                                                  | 122                                                 | 62                                                  |                    |

- * — проиграла в стыковых матчах;
- ** — выиграла по пенальти.

### Чемпионаты Европы
| Финальные турниры | Финальные турниры      | Финальные турниры      | Финальные турниры      | Финальные турниры      | Финальные турниры      | Финальные турниры      | Финальные турниры      | Финальные турниры      |                                        | Отборочные турниры                     | Отборочные турниры                     | Отборочные турниры                     | Отборочные турниры                     | Отборочные турниры                     | Отборочные турниры                     | Отборочные турниры |
| Год               | Результат              | Место                  | И                      | В                      | Н                      | П                      | ГЗ                     | ГП                     | Место                                  | И                                      | В                                      | Н                                      | П                                      | ГЗ                                     | ГП                                     |                    |
| ----------------- | ---------------------- | ---------------------- | ---------------------- | ---------------------- | ---------------------- | ---------------------- | ---------------------- | ---------------------- | -------------------------------------- | -------------------------------------- | -------------------------------------- | -------------------------------------- | -------------------------------------- | -------------------------------------- | -------------------------------------- | ------------------ |
| 1996              | Не прошла квалификацию | Не прошла квалификацию | Не прошла квалификацию | Не прошла квалификацию | Не прошла квалификацию | Не прошла квалификацию | Не прошла квалификацию | Не прошла квалификацию | 4/6                                    | 10                                     | 4                                      | 1                                      | 5                                      | 11                                     | 15                                     |                    |
| 2000              | Не прошла квалификацию | Не прошла квалификацию | Не прошла квалификацию | Не прошла квалификацию | Не прошла квалификацию | Не прошла квалификацию | Не прошла квалификацию | Не прошла квалификацию | 2/6*                                   | 12                                     | 5                                      | 6                                      | 1                                      | 16                                     | 7                                      |                    |
| 2004              | Не прошла квалификацию | Не прошла квалификацию | Не прошла квалификацию | Не прошла квалификацию | Не прошла квалификацию | Не прошла квалификацию | Не прошла квалификацию | Не прошла квалификацию | 3/5                                    | 8                                      | 2                                      | 4                                      | 2                                      | 11                                     | 10                                     |                    |
| 2008              | Не прошла квалификацию | Не прошла квалификацию | Не прошла квалификацию | Не прошла квалификацию | Не прошла квалификацию | Не прошла квалификацию | Не прошла квалификацию | Не прошла квалификацию | 4/7                                    | 12                                     | 5                                      | 2                                      | 5                                      | 18                                     | 16                                     |                    |
| 2012              | Групповой этап         | 13                     | 3                      | 1                      | 0                      | 2                      | 2                      | 4                      | Квалифицирована как хозяйка чемпионата | Квалифицирована как хозяйка чемпионата | Квалифицирована как хозяйка чемпионата | Квалифицирована как хозяйка чемпионата | Квалифицирована как хозяйка чемпионата | Квалифицирована как хозяйка чемпионата | Квалифицирована как хозяйка чемпионата |                    |
| 2016              | Групповой этап         | 24                     | 3                      | 0                      | 0                      | 3                      | 0                      | 5                      | 3/6**                                  | 12                                     | 7                                      | 2                                      | 3                                      | 17                                     | 5                                      |                    |
| 2020              | 1/4 финала             | 8                      | 5                      | 2                      | 0                      | 3                      | 6                      | 10                     | 1/5                                    | 8                                      | 6                                      | 2                                      | 0                                      | 17                                     | 4                                      |                    |
| 2024              | Групповой этап         | 17                     | 3                      | 1                      | 1                      | 1                      | 2                      | 4                      | 3/5**                                  | 10                                     | 6                                      | 2                                      | 2                                      | 15                                     | 10                                     |                    |
| Всего             | Лучший: четвертьфинал  | Кол-во: 4/8            | 14                     | 4                      | 1                      | 9                      | 10                     | 23                     |                                        | 72                                     | 35                                     | 19                                     | 18                                     | 105                                    | 67                                     |                    |

### Лига наций УЕФА
| Год     | Раунд турнира            | Матчи | Победы | Ничьи | Поражения | Забито | Пропущено |
| ------- | ------------------------ | ----- | ------ | ----- | --------- | ------ | --------- |
| 2018/19 | Групповой раунд (Лига B) | 4     | 3      | 0     | 1         | 5      | 5         |
| 2020/21 | Групповой раунд (Лига A) | 6     | 2      | 0     | 4         | 5      | 13        |
| 2022/23 | Групповой раунд (Лига B) | 6     | 3      | 2     | 1         | 10     | 4         |
| Всего   |                          | 16    | 8      | 2     | 6         | 20     | 22        |

- * — проиграла в стыковых матчах
- ** — выиграла в стыковых матчах

## Игроки

### Состав
Следующие игроки были вызваны в состав сборной главным тренером для участия в играх против сборных Канады и Новой Зеландии в товарищеском турнире Canadian Shield.
Игры и голы приведены по состоянию на 23 марта 2025 года:
| №  | Позиция | Игрок               | Дата рождения / возраст   | Матчи | Голы | Клуб               |
| -- | ------- | ------------------- | ------------------------- | ----- | ---- | ------------------ |
| 1  | Вр      | Андрей Лунин        | 11 февраля 1999 (26 лет)  | 15    | -15  | Реал Мадрид        |
| 12 | Вр      | Анатолий Трубин     | 1 августа 2001 (23 года)  | 19    | -22  | Бенфика (Лиссабон) |
| 23 | Вр      | Дмитрий Ризнык      | 30 января 1999 (26 лет)   | 2     | -1   | Шахтёр (Донецк)    |
|    |         |                     |                           |       |      |                    |
| 2  | Защ     | Александр Мартынюк  | 25 ноября 2001 (23 года)  | 0     | 0    | Александрия        |
| 3  | Защ     | Богдан Михайличенко | 21 марта 1997 (28 лет)    | 9     | 0    | Полесье (Житомир)  |
| 4  | Защ     | Максим Таловеров    | 28 июня 2000 (25 лет)     | 7     | 0    | Плимут Аргайл      |
| 5  | Защ     | Валерий Бондарь     | 27 февраля 1999 (26 лет)  | 4     | 0    | Шахтёр (Донецк)    |
| 13 | Защ     | Илья Забарный       | 1 сентября 2002 (22 года) | 47    | 2    | Борнмут            |
| 14 | Защ     | Евгений Чеберко     | 23 января 1998 (27 лет)   | 1     | 0    | Коламбус Крю       |
| 18 | Защ     | Александр Тымчик    | 20 января 1997 (28 лет)   | 22    | 1    | Динамо (Киев)      |
| 22 | Защ     | Николай Матвиенко   | 2 мая 1996 (29 лет)       | 76    | 0    | Шахтёр (Донецк)    |
|    |         |                     |                           |       |      |                    |
| 6  | ПЗ      | Иван Калюжный       | 21 января 1998 (27 лет)   | 6     | 0    | Александрия        |
| 7  | ПЗ      | Алексей Гуцуляк     | 25 декабря 1997 (27 лет)  | 7     | 1    | Полесье (Житомир)  |
| 8  | ПЗ      | Георгий Судаков     | 1 сентября 2002 (22 года) | 28    | 3    | Шахтёр (Донецк)    |
| 10 | ПЗ      | Николай Шапаренко   | 4 октября 1998 (26 лет)   | 41    | 2    | Динамо (Киев)      |
| 11 | ПЗ      | Владислав Кабаев    | 1 сентября 1995 (29 лет)  | 1     | 0    | Динамо (Киев)      |
| 15 | ПЗ      | Виктор Цыганков     | 15 ноября 1997 (27 лет)   | 59    | 13   | Жирона             |
| 16 | ПЗ      | Артём Бондаренко    | 21 августа 2000 (24 года) | 0     | 0    | Шахтёр (Донецк)    |
| 17 | ПЗ      | Александр Зинченко  | 15 декабря 1996 (28 лет)  | 71    | 10   | Арсенал (Лондон)   |
| 19 | ПЗ      | Александр Пихалёнок | 7 мая 1997 (28 лет)       | 10    | 0    | Динамо (Киев)      |
| 20 | ПЗ      | Александр Зубков    | 3 августа 1996 (28 лет)   | 37    | 2    | Шахтёр (Донецк)    |
| 21 | ПЗ      | Николай Михайленко  | 22 мая 2001 (24 года)     | 0     | 0    | Динамо (Киев)      |
| 25 | ПЗ      | Егор Назарина       | 10 июля 1997 (28 лет)     | 3     | 0    | Шахтёр (Донецк)    |
|    |         |                     |                           |       |      |                    |
| 9  | Нап     | Роман Яремчук       | 27 ноября 1995 (29 лет)   | 61    | 17   | Олимпиакос         |

### Рекордсмены
| Рекордсмены по числу проведённых матчей за сборную Украины | Рекордсмены по числу проведённых матчей за сборную Украины | Рекордсмены по числу проведённых матчей за сборную Украины | Рекордсмены по числу проведённых матчей за сборную Украины | Рекордсмены по числу проведённых матчей за сборную Украины | Рекордсмены по числу проведённых матчей за сборную Украины |
| Футболист                                                  | Дата рождения*                                             | Первый матч                                                | Игр                                                        | Мячей                                                      | Последний матч                                             |
| ---------------------------------------------------------- | ---------------------------------------------------------- | ---------------------------------------------------------- | ---------------------------------------------------------- | ---------------------------------------------------------- | ---------------------------------------------------------- |
| Анатолий Тимощук                                           | 30 марта 1979                                              | 26.04.2000                                                 | 144                                                        | 4                                                          | 21.06.2016                                                 |
| Андрей Ярмоленко                                           | 23 октября 1989 (35 лет)                                   | 05.09.2009                                                 | 125                                                        | 46                                                         | 23.03.2025                                                 |
| Андрей Шевченко                                            | 29 сентября 1976                                           | 25.03.1995                                                 | 111                                                        | 48                                                         | 19.06.2012                                                 |
| Андрей Пятов                                               | 28 июня 1984                                               | 22.08.2007                                                 | 102                                                        | −83                                                        | 11.06.2022                                                 |
| Руслан Ротань                                              | 29 октября 1981                                            | 12.02.2003                                                 | 100                                                        | 8                                                          | 27.03.2018                                                 |
| Олег Гусев                                                 | 24 апреля 1983                                             | 20.08.2003                                                 | 98                                                         | 13                                                         | 24.03.2016                                                 |
| Александр Шовковский                                       | 2 января 1975                                              | 13.11.1994                                                 | 92                                                         | −76                                                        | 29.02.2012                                                 |
| Тарас Степаненко                                           | 8 августа 1989 (35 лет)                                    | 16.11.2010                                                 | 87                                                         | 4                                                          | 14.10.2024                                                 |
| Евгений Коноплянка                                         | 29 сентября 1989                                           | 25.05.2010                                                 | 87                                                         | 21                                                         | 26.03.2023                                                 |
| Николай Матвиенко                                          | 2 мая 1996 (29 лет)                                        | 24.03.2017                                                 | 76                                                         | 0                                                          | 23.03.2025                                                 |

| Лучшие бомбардиры сборной Украины | Лучшие бомбардиры сборной Украины | Лучшие бомбардиры сборной Украины | Лучшие бомбардиры сборной Украины | Лучшие бомбардиры сборной Украины | Лучшие бомбардиры сборной Украины |
| Футболист                         | Дата рождения*                    | Первый матч                       | Игр                               | Мячей                             | Последний матч                    |
| --------------------------------- | --------------------------------- | --------------------------------- | --------------------------------- | --------------------------------- | --------------------------------- |
| Андрей Шевченко                   | 29 сентября 1976                  | 25.03.1995                        | 111                               | 48                                | 19.06.2012                        |
| Андрей Ярмоленко                  | 23 октября 1989 (35 лет)          | 05.09.2009                        | 125                               | 46                                | 23.03.2025                        |
| Евгений Коноплянка                | 29 сентября 1989                  | 25.05.2010                        | 87                                | 21                                | 26.03.2023                        |
| Роман Яремчук                     | 27 ноября 1995 (29 лет)           | 06.09.2018                        | 61                                | 17                                | 23.03.2025                        |
| Сергей Ребров                     | 3 июня 1974                       | 27.06.1992                        | 75                                | 15                                | 06.09.2006                        |
| Виктор Цыганков                   | 15 ноября 1997 (27 лет)           | 12.11.2016                        | 59                                | 13                                | 23.03.2025                        |
| Олег Гусев                        | 24 апреля 1983                    | 20.08.2003                        | 98                                | 13                                | 24.03.2016                        |
| Сергей Назаренко                  | 16 февраля 1980                   | 11.10.2003                        | 54                                | 12                                | 14.11.2012                        |
| Артём Довбик                      | 21 июня 1997 (28 лет)             | 31.03.2021                        | 36                                | 11                                | 23.03.2025                        |
| Евгений Селезнёв                  | 20 июля 1985                      | 24.05.2008                        | 58                                | 11                                | 06.09.2018                        |

Примечания

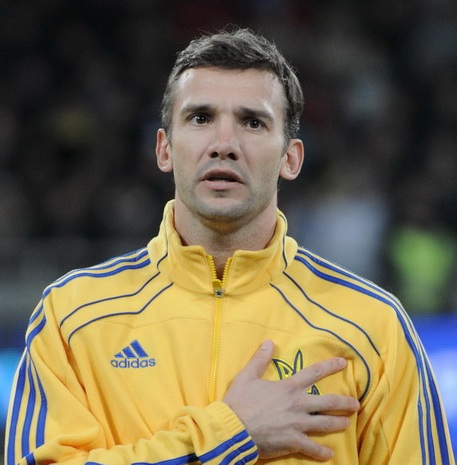
Андрей Шевченко — лучший бомбардир за всю историю сборной Украины

- — возраст указан для действующих футболистов

|  | Футболисты текущего состава (получавшие вызов в текущем или прошедшем сезонах) |

## Тренеры

### Текущий тренерский штаб
| Должность                       | Имя                                     |
| ------------------------------- | --------------------------------------- |
| Главный тренер                  | Сергей Ребров                           |
| Ассистент главного тренера      | Висенте Гомес Альберто Босх Глеб Платов |
| Тренер вратарей                 | Рустам Худжамов                         |
| Тренер по физической подготовке | Хавьер Луруэнья Лобо                    |

### Главные тренеры
| Период                  | Тренер                                         | Официальные турниры (достижения) |
| ----------------------- | ---------------------------------------------- | --- |
| 03.03.1992 — 16.09.1992 | Виктор Прокопенко                              | |
| 26.10.1992 — 28.10.1992 | Николай Павлов (и. о.) Леонид Ткаченко (и. о.) | |
| 12.11.1992 — 21.09.1994 | Олег Базилевич                                 | ЧЕ-1996 (отбор): 5-6-е место в группе (после 1-го матча) |
| 09.09.1994 — 13.09.1994 | Николай Павлов (и. о.)                         | |
| 24.09.1994 — 31.12.1994 | Йожеф Сабо (и. о.)                             | ЧЕ-1996 (отбор): 4-е место в группе (после 3-х матчей) |
| 05.01.1995 — 08.12.1995 | Анатолий Коньков                               | ЧЕ-1996 (отбор): 4 место в группе |
| 27.12.1995 — 31.12.1999 | Йожеф Сабо                                     | ЧМ-1998 (отбор): 2-е место в группе, поражение в плей-офф ЧЕ-2000 (отбор): 2-е место в группе, поражение в плей-офф                                                                                                 |
| 02.03.2000 — 15.11.2001 | Валерий Лобановский                            | ЧМ-2002 (отбор): 2-е место группе, поражение в плей-офф |
| 14.12.2001 — 10.09.2003 | Леонид Буряк                                   | ЧЕ-2004 (отбор): 3-е место группе |
| 18.09.2003 — 06.12.2007 | Олег Блохин                                    | ЧМ-2006 (отбор): 1-е место в группе ЧМ-2006: четвертьфинал ЧЕ-2008 (отбор): 4-е место в группе |
| 11.01.2008 — 30.11.2009 | Алексей Михайличенко                           | ЧМ-2010 (отбор): 2-е место в группе, поражение в плей-офф |
| 01.02.2010 — 21.08.2010 | Мирон Маркевич                                 | |
| 25.08.2010 — 21.04.2011 | Юрий Калитвинцев (и. о.)                       | |
| 21.04.2011 — 16.10.2012 | Олег Блохин                                    | ЧЕ-2012: 3-е место в группе ЧМ-2014 (отбор): 4-е место в группе (после 1-го матча) |
| 06.10.2010 — 19.10.2012 | Андрей Баль (и. о.)                            | ЧМ-2014 (отбор): 5-е место в группе (после 3-х матчей) |
| 14.11.2012 — 14.11.2012 | Александр Заваров (и. о.)                      | |
| 26.12.2012 — 23.06.2016 | Михаил Фоменко                                 | ЧМ-2014 (отбор): 2-е место в группе, поражение в плей-офф ЧЕ-2016 (отбор): 3-е место в группе, победа в плей-офф ЧЕ-2016: 4-е место в группе                                                                        |
| 15.07.2016 — 31.07.2021 | Андрей Шевченко                                | ЧМ-2018 (отбор): 3-е место в группе ЛН-2018/19: 1-е место в группе ЧЕ-2020 (отбор): 1-е место в группе ЛН-2020/21: 4-е место в группе ЧЕ-2020: четвертьфинал ЧМ-2022 (отбор): 2-е место в группе (после 3-х матчей) |
| 18.08.2021 — 12.01.2023 | Александр Петраков                             | ЧМ-2022 (отбор): 2-е место в группе, поражение в плей-офф ЛН-2022/23: 2-е место в группе |
| 28.02.2023 — 07.06.2023 | Руслан Ротань (и. о.)                          | ЧЕ-2024 (отбор): 4-е место в группе (после 1-го матча) |
| 07.06.2023 — н. в.      | Сергей Ребров                                  | ЧЕ-2024 (отбор): 3-е место в группе, победа в плей-офф ЧЕ-2024: 4-е место в группе ЛН-2024/25: 2-е место в группе                                                                                                   |

1. 1 2 3 4 5  Занимаемое сборной Украины место в отборочной группе на момент заключительной игры в должности главного тренера

1. ↑  На заседании тренерского совета 16 октября вместо Виктора Прокопенко, на должность главного тренера большинством голосов (7) был избран Анатолий Коньков, чьи полномочия предстояло утвердить на исполкоме ФФУ 1 декабря. Но через 2 дня Коньков отказался от назначения из-за недовольства проведением матча Украина — Белоруссия. После отказа Конькова, сборную временно возглавил тандем тренеров Николай Павлов и Леонид Ткаченко.
2. ↑  Главным тренером был ещё Олег Базилевич, однако ФФУ не позволила ему лететь на матч против сборной Кореи, поскольку хотела услышать от него отчет о проделанной работе. Исполняющим обязанности главного тренера на время турне был назначен Николай Павлов, помогать ему согласился Владимир Мунтян.

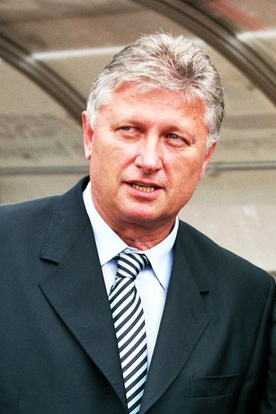
Виктор Прокопенко
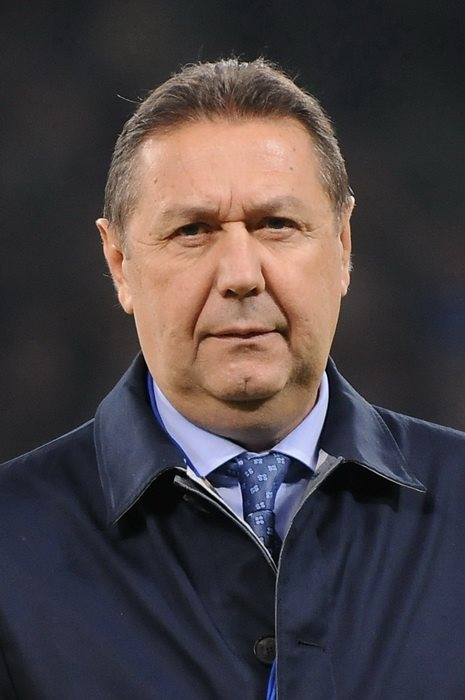
Анатолий Коньков
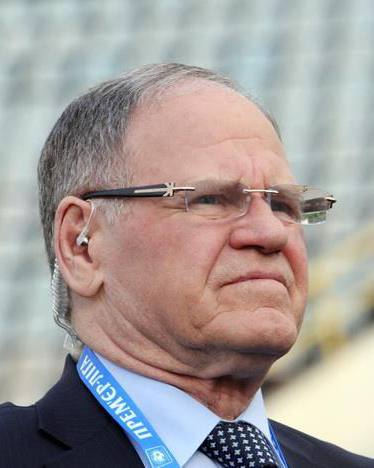
Йожеф Сабо
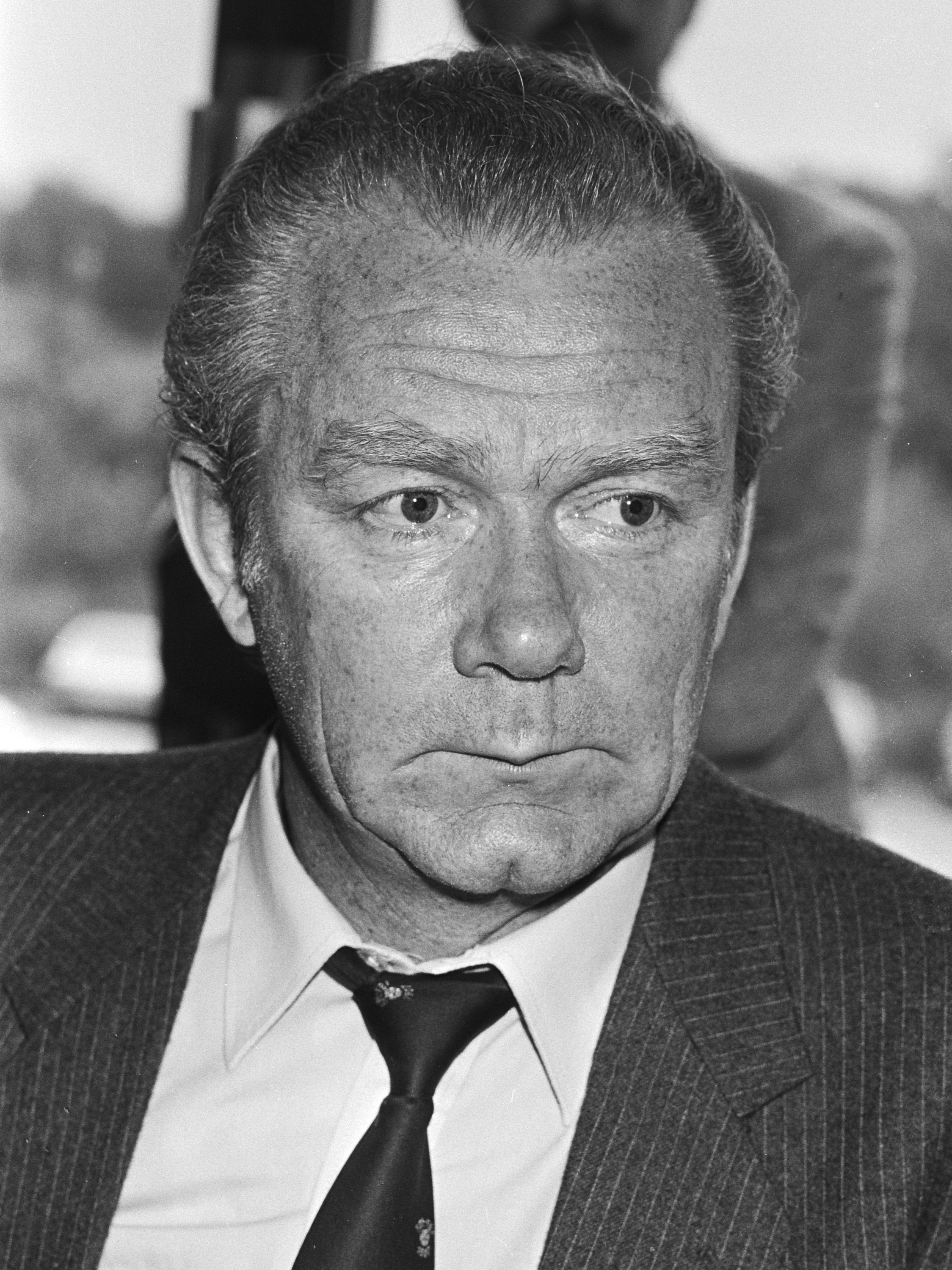
Валерий Лобановский
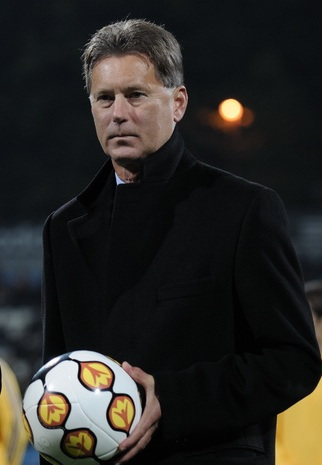
Леонид Буряк
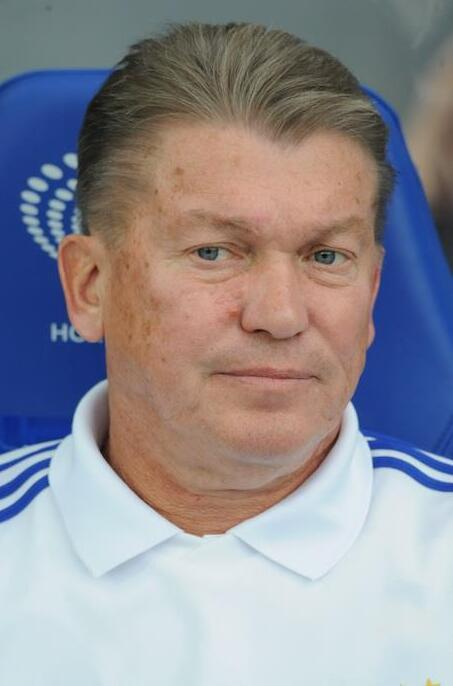
Олег Блохин
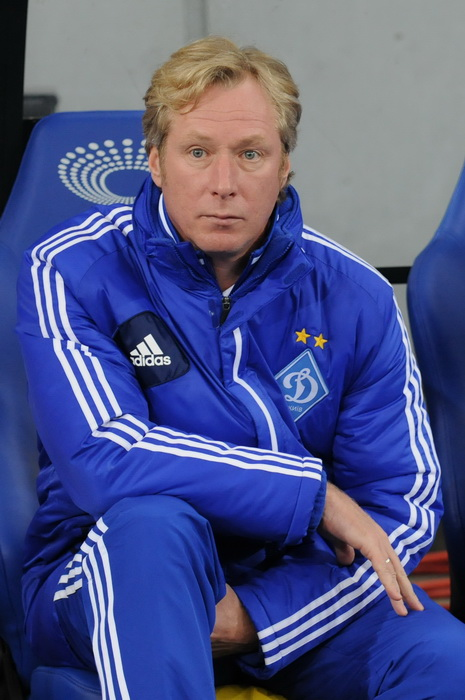
Алексей Михайличенко
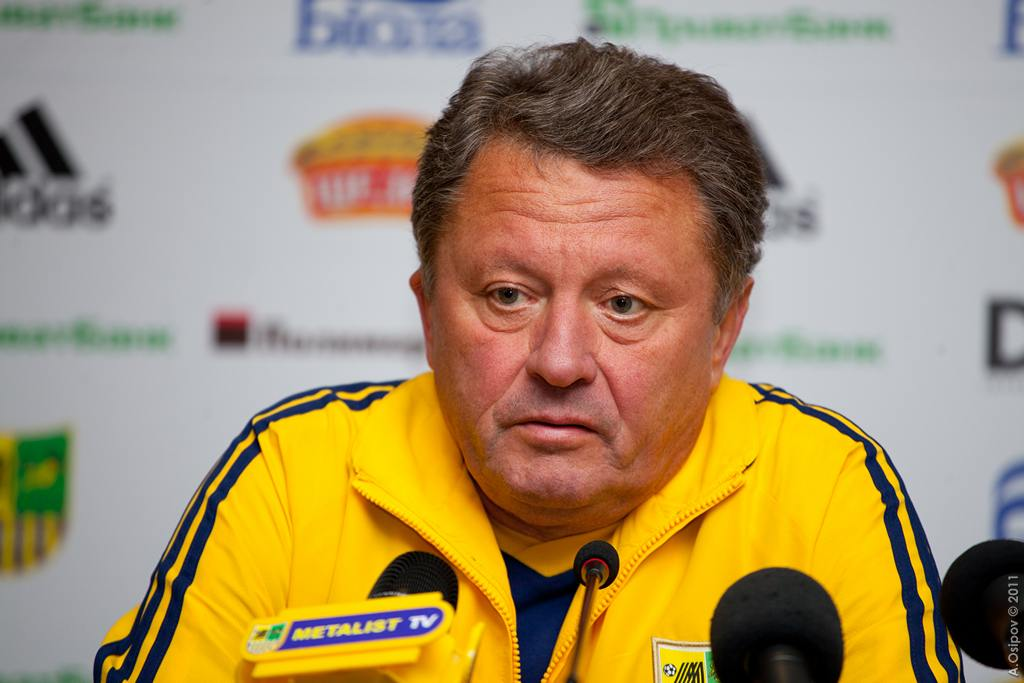
Мирон Маркевич
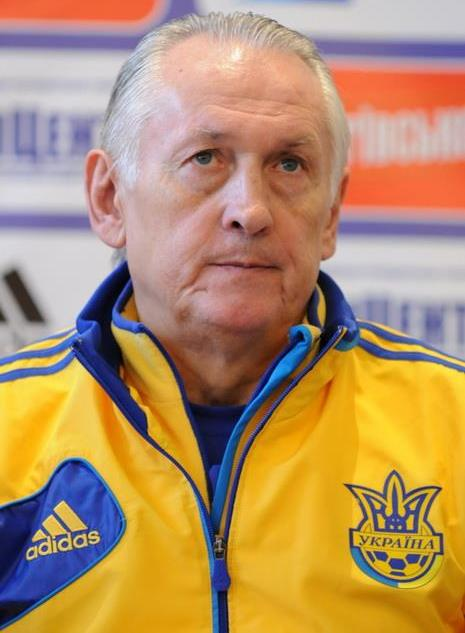
Михаил Фоменко
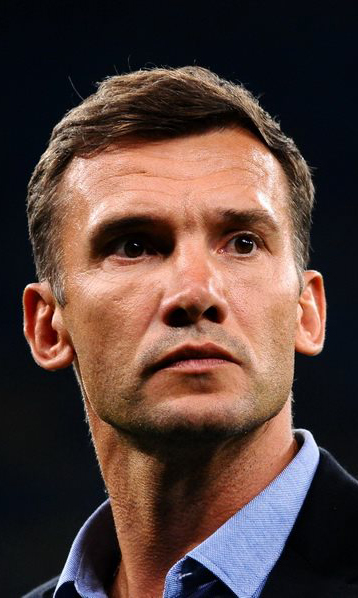
Андрей Шевченко

## Форма

### Домашняя
| 1992—1993 | 1994—1998 | 1998—2000 | 1999 · игра против России | 2000—2001 | 2002—2003 | 2004      | 2005 | ЧМ-2006 · 2006—2007 | 2007 · Не использовалась |  |  |  |  |
| 2008      | 2009      | 2010—2011 | Евро-2012 · 2012—2013     | 2014—2015 | Евро-2016 | 2017—2018 | 2019 | 2020                | Евро-2020 · 2021—н.в.    |  |  |  |  |

### Гостевая
| 1994 · игра против Белоруссии | 1994—1995 | 1996—1997 | 1998—2000             | 2000—2001 | 2002—2003 | 2004      | 2005 | ЧМ-2006 · 2006—2007 | 2007 · Не использовалась |  |  |  |  |  |
| 2008                          | 2009      | 2010—2011 | Евро-2012 · 2012—2013 | 2014—2015 | Евро-2016 | 2017—2018 | 2019 | 2020                | Евро-2020 · 2021—н.в.    |  |  |  |  |  |

### Третья
| 2018—2019 | 2020 | Евро-2020 · 2021—н.в. |

### Вратарская
| 1998 · первый вариант | 1998 · второй вариант | 1998 · третий вариант | 2000 · первый вариант | 2000 · второй вариант | ЧМ-2006 · первый вариант | ЧМ-2006 · второй вариант   | ЧМ-2006 · третий вариант   | 2009 · первый вариант      | 2009 · второй вариант | 2009 · третий вариант |
| 2010 · первый вариант | 2010 · второй вариант | 2010 · третий вариант | 2011 · первый вариант | 2011 · второй вариант | 2011 · третий вариант    | Евро-2012 · первый вариант | Евро-2012 · второй вариант | Евро-2012 · третий вариант | 2013 · первый вариант | 2013 · второй вариант |
| 2014 · первый вариант | 2014 · второй вариант | 2014 · третий вариант | 2015 · первый вариант | 2015 · второй вариант | 2015 · третий вариант    | Евро-2016 · первый вариант | Евро-2016 · второй вариант | Евро-2016 · третий вариант | 2017 · первый вариант | 2017 · второй вариант |
| 2017 · третий вариант | 2018 · первый вариант | 2018 · второй вариант | 2018 · третий вариант | 2021 · первый вариант | 2021 · второй вариант    |                            |                            |                            |                       |                       |

### Спонсоры экипировки
| Год        | Производитель |
| ---------- | ------------- |
| 1992—1997  | Umbro         |
| 1997—2002  | Puma          |
| 2002—2008  | Lotto         |
| 2009—2016  | Adidas        |
| 2017—2024  | Joma          |
| 2024—н. в. | Adidas        |

### Скандал с формой на Евро-2020
Перед чемпионатом Европы 2020 года сборная Украины представила форму, на которой изображены лозунги «Слава Україні!» и «Героям слава!» и силуэт карты Украины с включёнными в неё Крымом и Донбассом, что вызвало резонанс среди представителей Российского футбольного союза, попытавшихся перевести ситуацию в политическую плоскость и пожаловавшихся в УЕФА на «провокацию» со стороны УАФ. 10-го июня УЕФА частично удовлетворила жалобу россиян, постановив убрать с футболки ответ «Героям Слава!», отметив, его сочетание в паре с лозунгом «Слава Украине!» может носить политический оттенок. Силуэт Украины с Крымом и Донбассом был признан не нарушающим правила, так как УЕФА признаёт юрисдикцию УАФ на всей территории Украины в пределах международно признанных Организацией Объединённых Наций границ.